# 澳門公共汽車股份有限公司

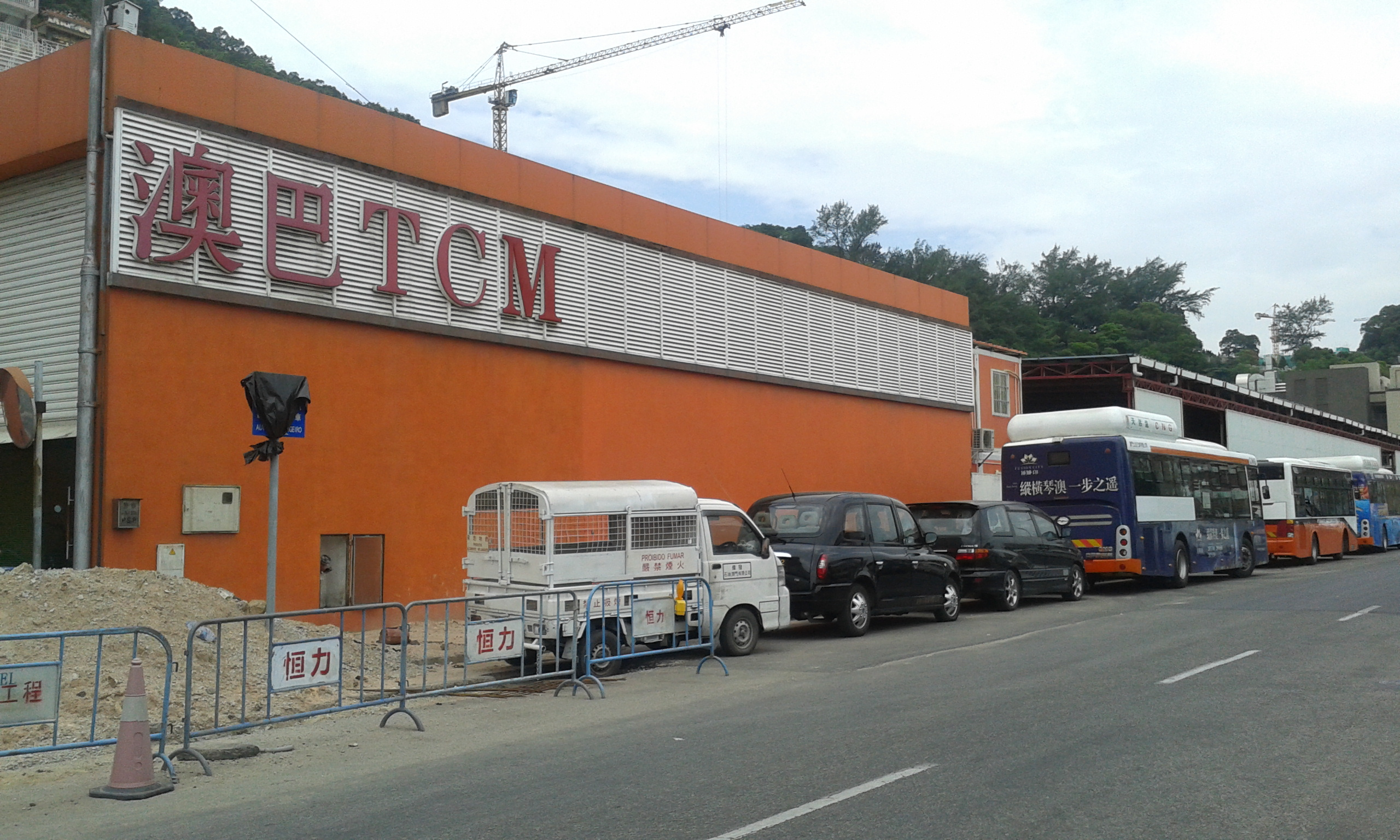
澳巴北安車廠

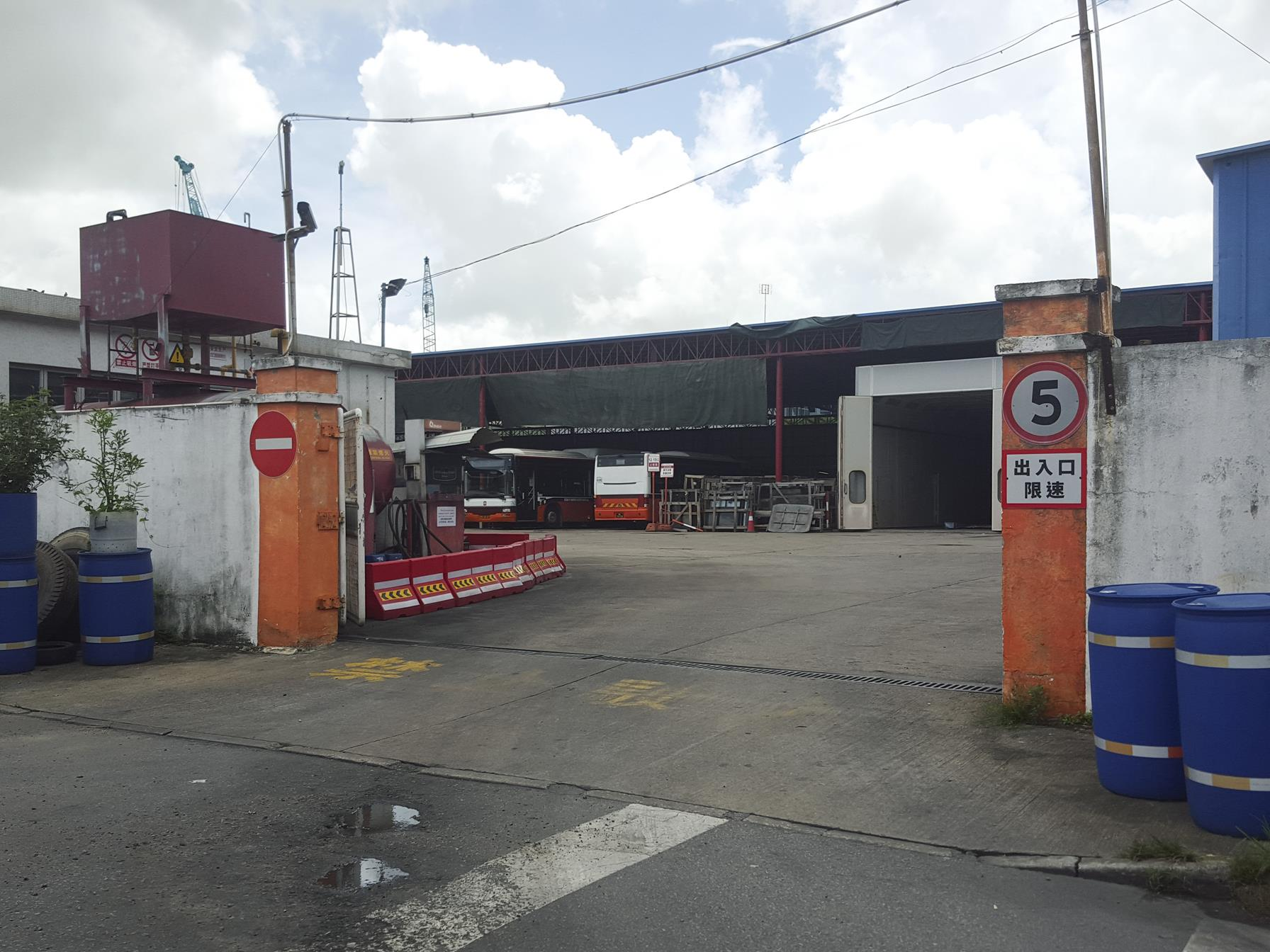
澳巴北安分廠

澳門公共汽車股份有限公司（葡萄牙語：Sociedade de Transportes Colectivos de Macau, S.A），改組前名稱為澳門公共汽車有限公司。簡稱澳巴、南光澳巴（葡文簡稱TCM）。澳門特別行政區最大的巴士公司，母公司為南光（集團）有限公司。澳巴目前經營澳門最多公共巴士路線，擁有全澳最大巴士車隊，每天服務乘客31萬人次，是澳門最大的巴士公司。

## 公司簡介
- 澳門公共汽車股份有限公司（下稱：「澳巴」），前身為澳門海島市小輪船有限公司，現時共有大小冷氣巴士近200多部，服務遍及澳門半島、氹仔、路氹城及路環。現時，澳巴董事長是方立群、董事總經理是梁美玲。澳巴總部及車廠均設於氹仔北安，平均出車班次佔整個公共巴士服務約30%[3]。

- 2009年11月25日，澳門交通事務局公共巴士服務批給開標，但開標委員會指澳巴標書在截標時間後四分鐘才遞交，決定不接納澳巴的標書，澳巴先後被行政長官及中級法院駁回上訴，但後來澳巴上訴終審法院被勝訴，行政長官及中級法院的決定被中止，但不影響交通事務局開標。直到2010年7月29日，中級法院指澳巴上訴理據不足，澳巴標書遲交四分鐘是否具備合法條件獲得接納司法訴訟案中敗訴[4]。交通事務局鑑於澳巴可能上訴至終審法院，為避免公共巴士服務交接出現真空期，與澳巴及新福利適度延長現有批給合同期限[5]。而澳巴若在終審法院的裁判中敗訴，將不可以再在澳門經營巴士服務，公司將需要結束。

- 2010年8月21日，交通事務局提出向澳巴判給一個標段的路線，以免影響澳門公共巴士服務改革。而澳巴亦宣佈接受，並主動撤銷就遲到不獲判給及接納標書進行司法上訴[6][7]。

- 2012年1月13日，南光（集團）有限公司董事長正式對外公佈去年併購澳巴的行動，並改屬中國旅行社附屬公司。

- 2014年6月10日，澳巴與澳門汽車綜合服務股份有限公司，以及南光集團合組的新時代公共汽車與澳門特區政府簽約，將在同年7月1日接管維澳蓮運旗下全數路線及服務。當中澳巴佔股50%。

- 2016年9月1日，澳巴進行改組，由有限公司改組為股份有限公司，公司全名亦改為「澳門公共汽車股份有限公司」，葡文則為 Sociedade de Transportes Colectivos de Macau, S.A，澳巴簡稱不變。

- 2018年5月10日，澳巴及新時代公共汽車舉行員工大會，宣佈兩間巴士公司將於2018年8月1日起合併，新時代公共汽車將會併入澳巴。而澳巴屆時將成為澳門最大的巴士公司。

- 2020年11月27日，澳巴負責人梁美玲表示，為進一步做好巴士服務工作，南光集團現已將南光澳巴提級為集團二級公司管理。[8]

### 股東
- 南光集團：80%
- 澳門吳福集團有限公司：20%

## 歷史

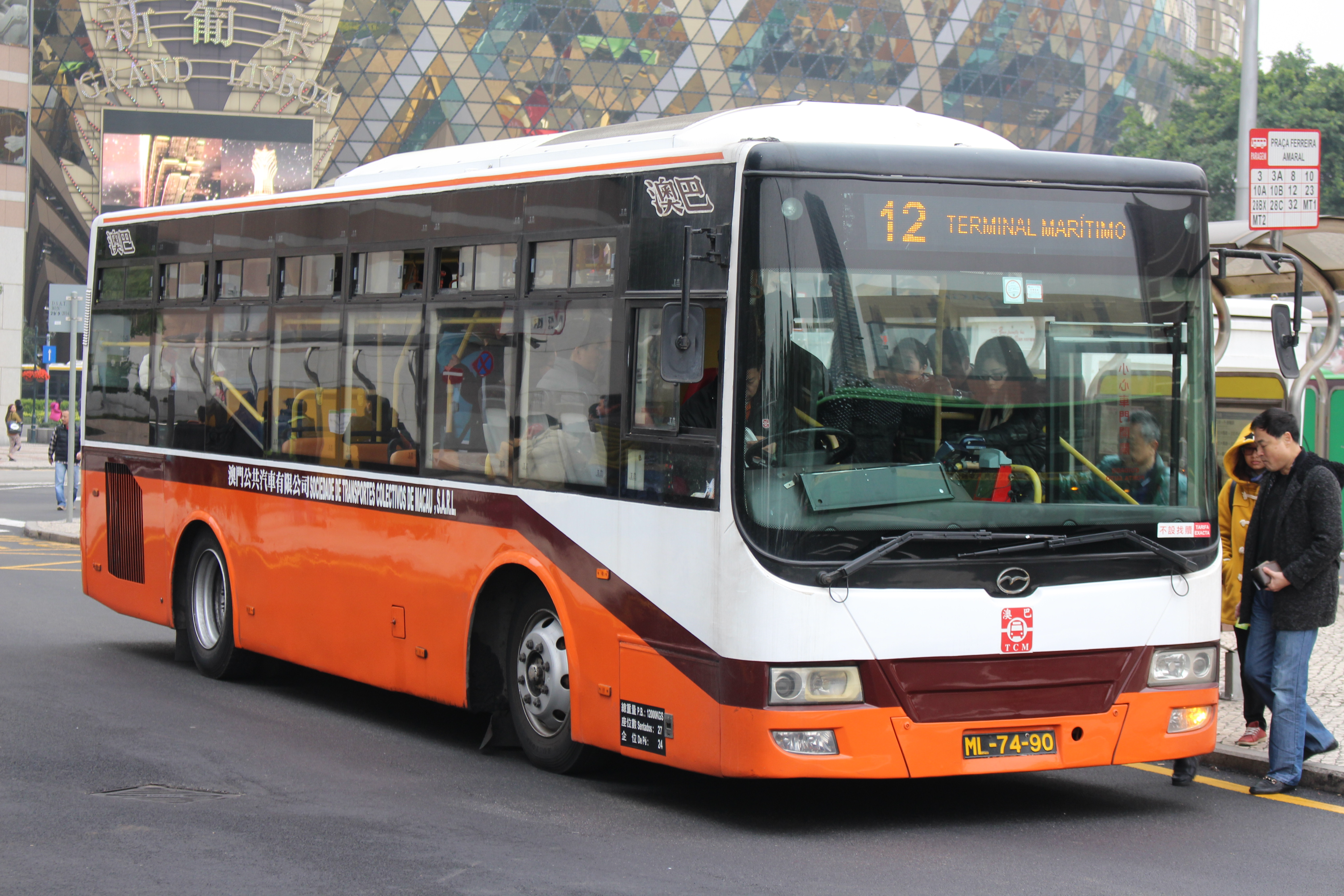
澳巴一輛由深圳「五洲龍」製造的FDG6920BG型號中巴

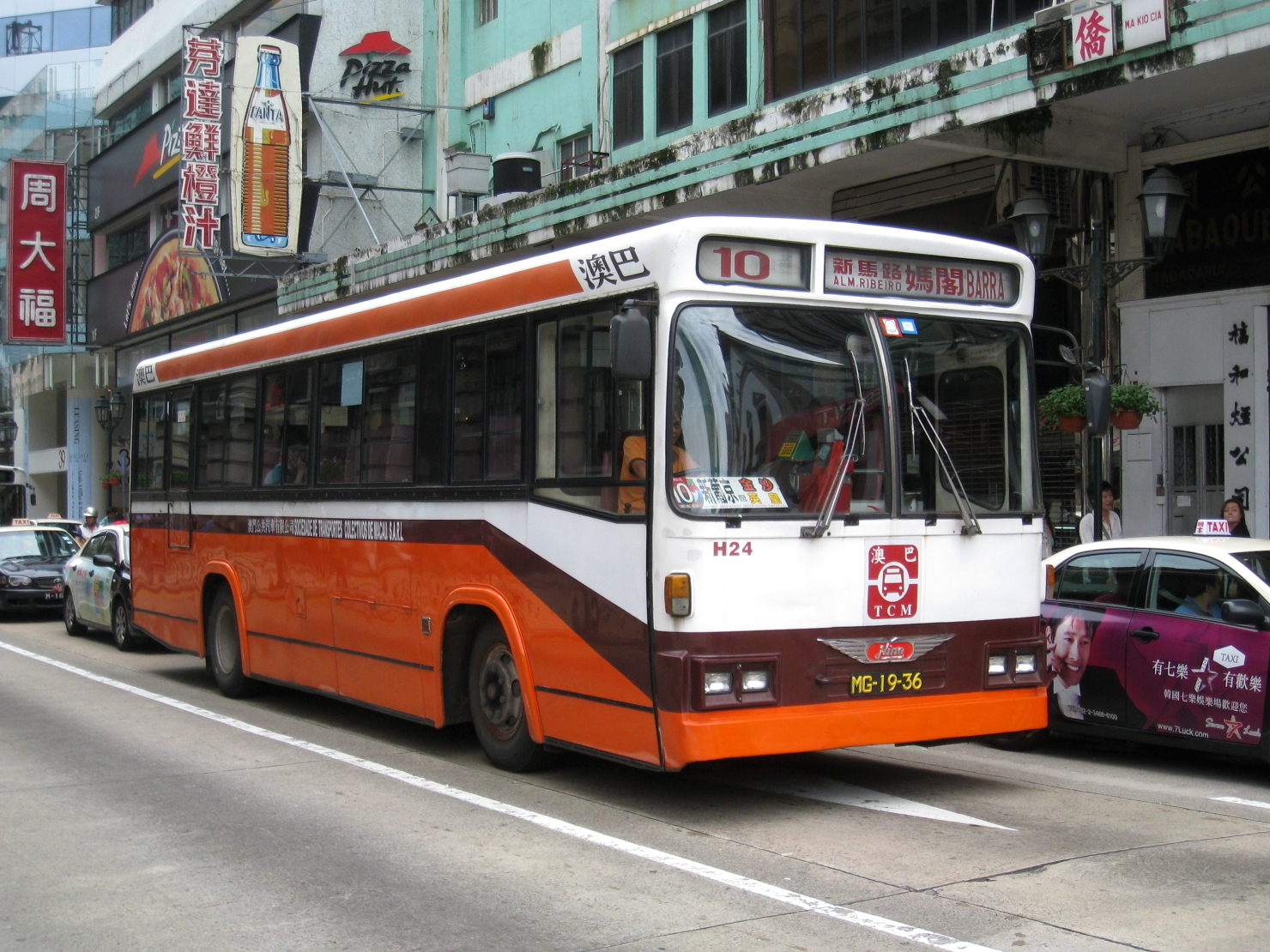
澳巴一輛1996年出廠的「日野」RK1MMKA型號大巴，配上由香港聯誠車身廠設計的車身

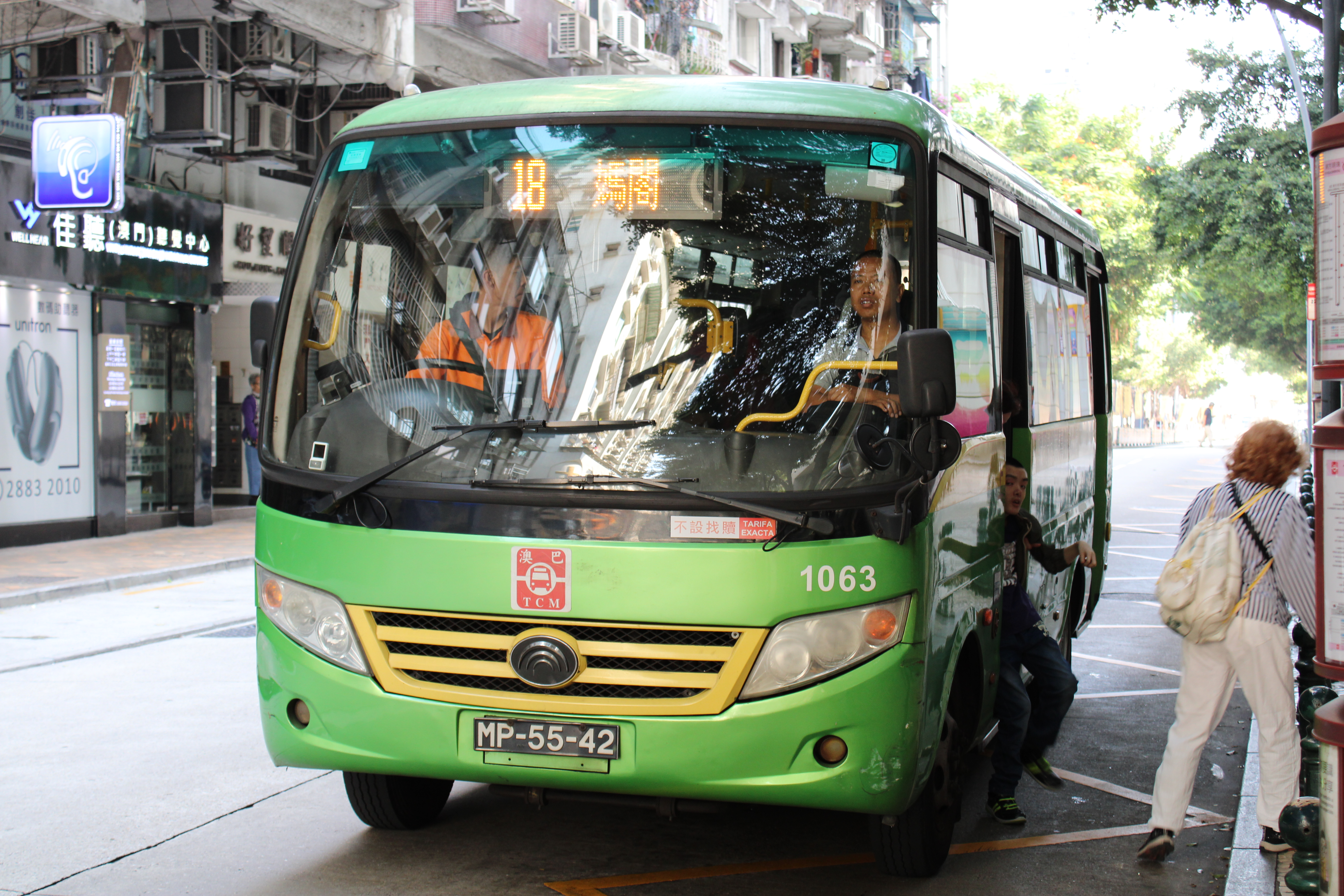
澳巴宇通ZK6770HG巴士，車身仍然保留維澳蓮運時期的配色

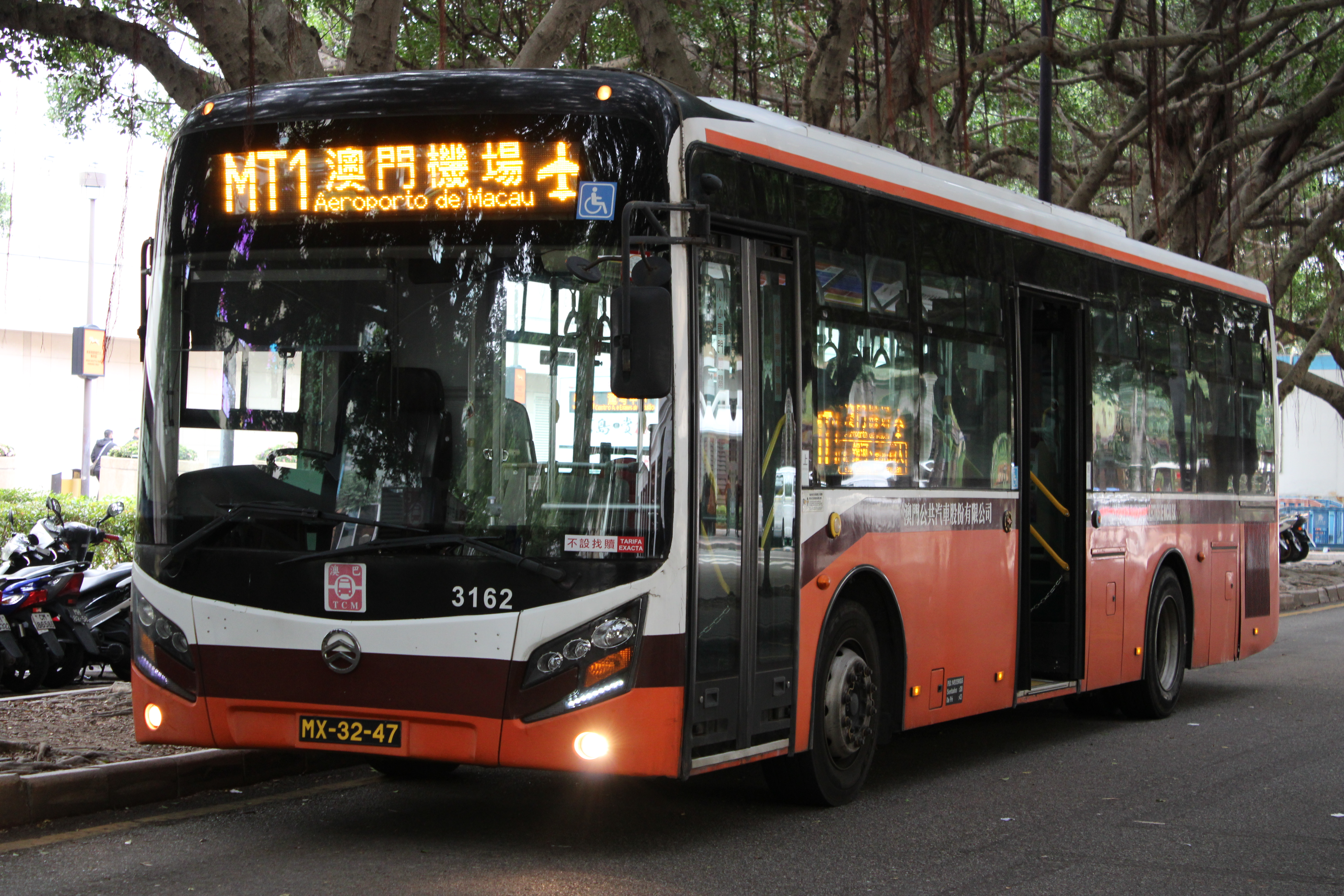
澳巴廈門金旅XML6105J15 A/T大巴

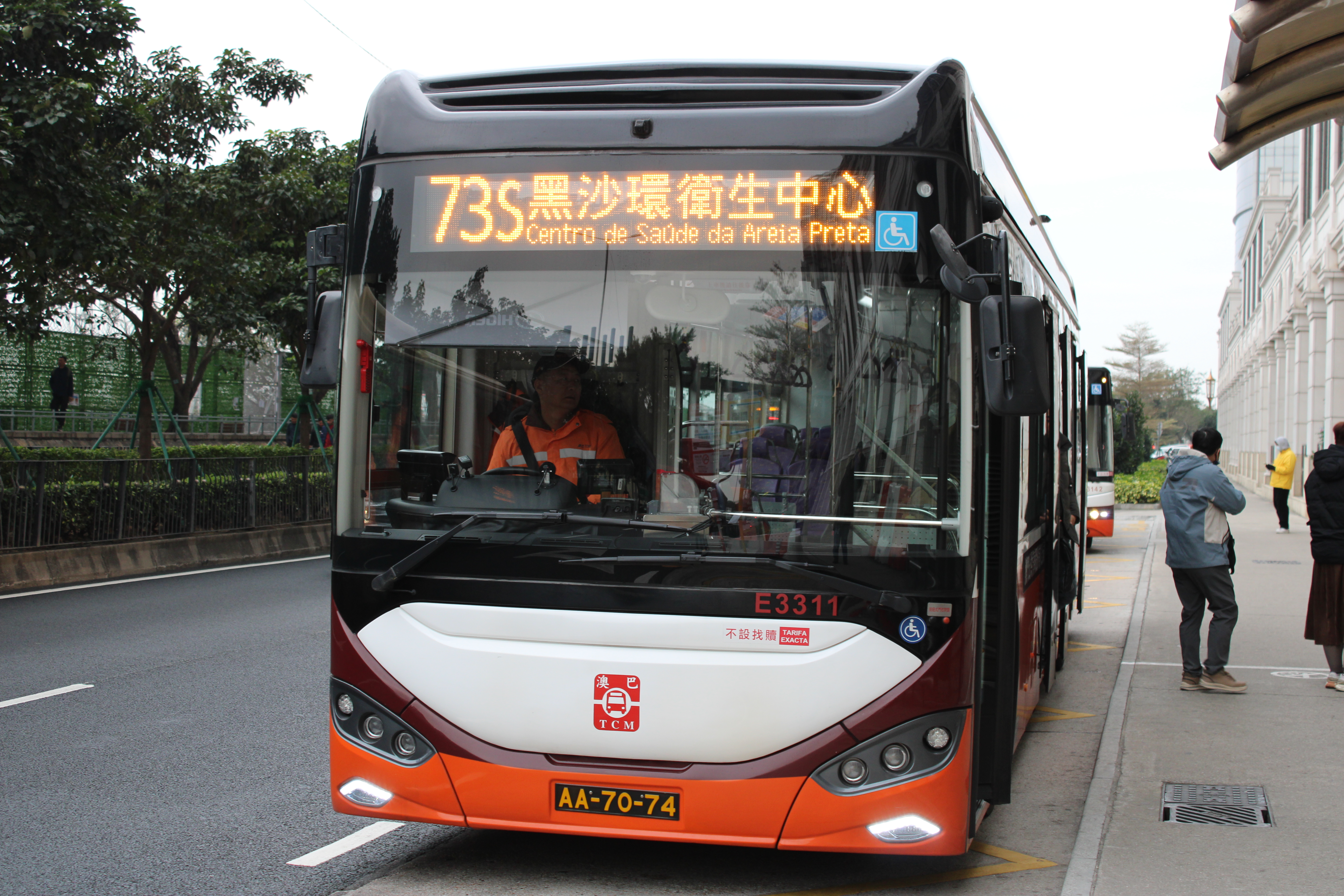
澳巴蘇州金龍KLQ6116GHEV增程式大巴

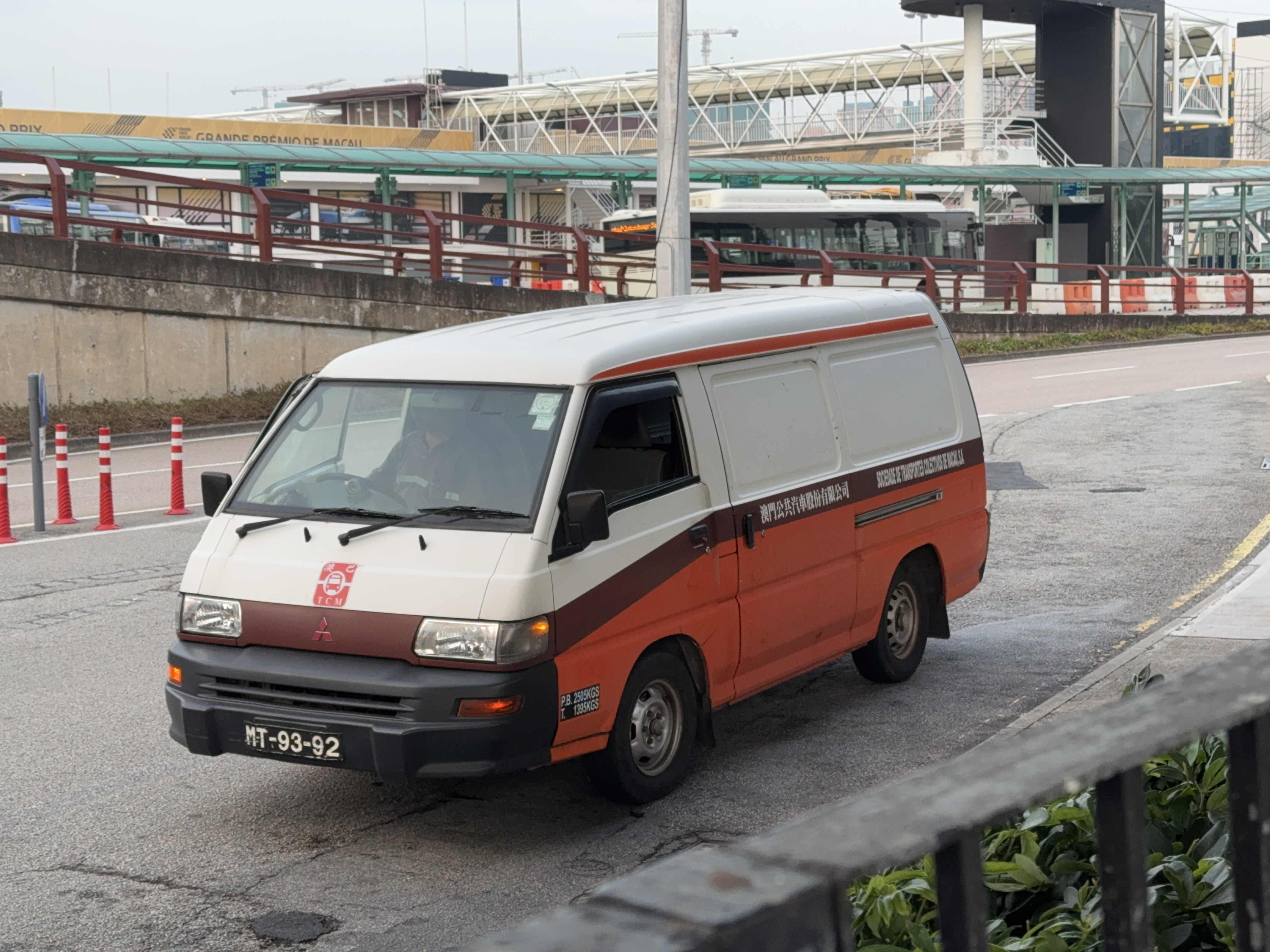
澳巴三菱L300後勤車輛

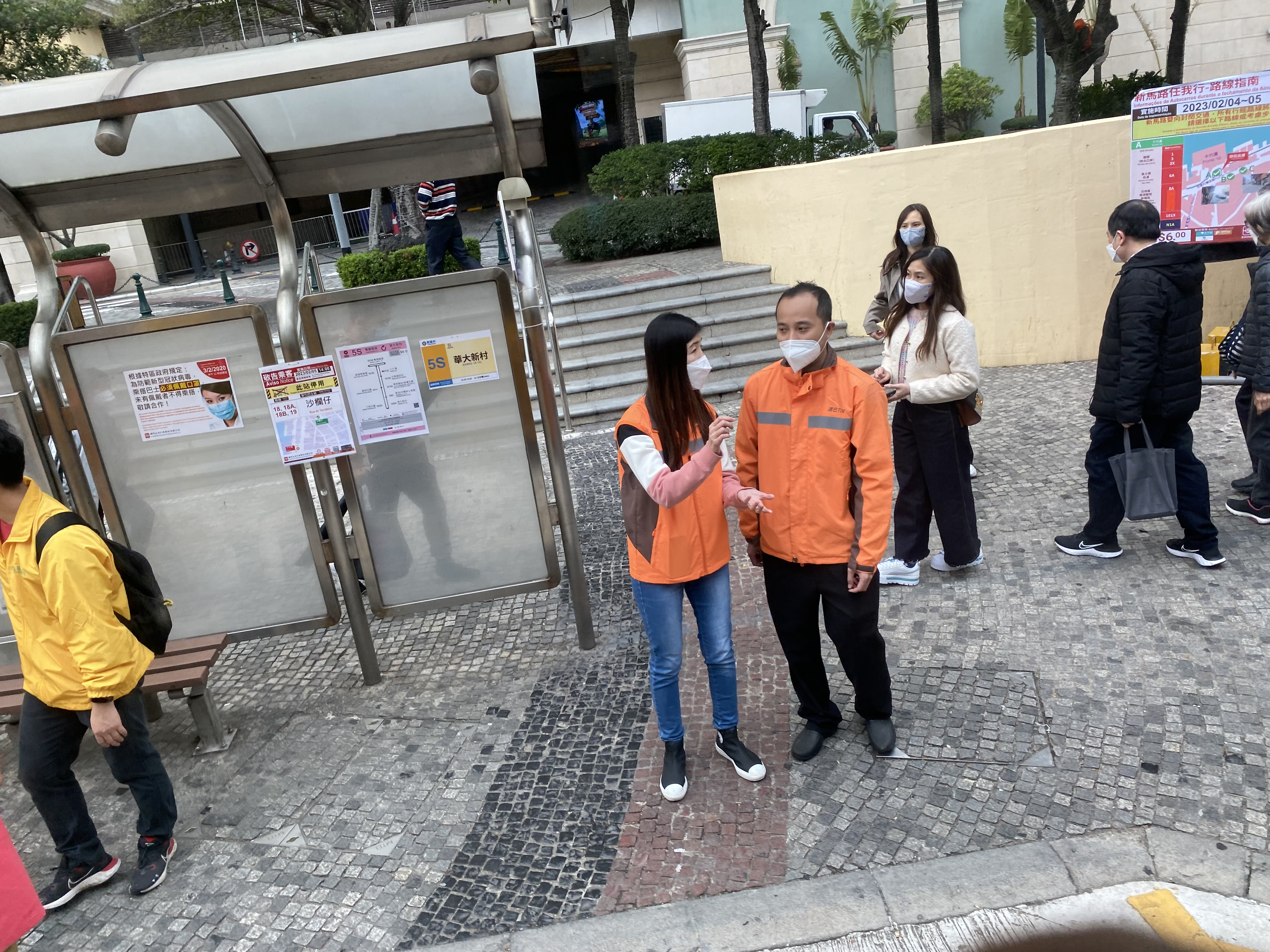
澳巴董事總經理是梁美玲落區視察巴士運作

### 澳門海島市小輪船時期（1963-1974年）
1963年
- 澳門政府頒佈專營權方式，規範渡輪服務，並由「澳門海島市小輪船有限公司」（下稱：「小輪公司」）投得航權，取代1953年成立之澳氹路小輪船公司[9]，每日提供渡輪服務穿梭澳門(3號碼頭)與氹仔、路環兩個離島（即海島市）。船隊有小船「海利」，載客量約70人，大船「海德」，載客量約230人。由於氹仔受沙泥長期沖積，退潮時水位不足1米，船隻只能在漲潮時停泊。

1974年
- 8月

澳門政府開放過橋巴士服務專營權競投，「小輪公司」投標，計劃投資20萬元澳門幣，率先訂購兩部巴士，並計劃在巴士上設置自動收銀機，以減少沽票員。
- 10月5日

嘉樂庇總督大橋通車，海島市公司向英國「百福」車廠訂購第一批巴士，首兩輛於同年投入服務，與福利巴士公司合營，往返澳門至氹仔及路環的11、21、21A路線。10月中旬，「氹仔公共汽車公司」亦加入行駛。由於「小輪公司」因牌照未正式註冊，無正式申請驗車，市政廳以為方便市民往返澳氹兩地，破例唯其服務載客，但今後不以此為例。另外，「小輪公司」還首次引進無線對講機，實現了總部和各個司機的實時通訊，使巴士調度工作得到了極大的優化。
隨著嘉樂庇總督大橋通車，澳氹兩地之間已有巴士服務，營運澳門與路環之間航線停航，澳門與氹仔航線逐漸減少至每天 2班船隻，並於1977年停止服務。停運前票價為0.5元。

### 澳門海島市公共汽車時期（1974-1985年）
1974年
- 11月1日

澳門海島市小輪有限公司與福利投得過海巴士專營權，合營往返澳門至氹仔及路環的11及21路線，同日更名為「澳門海島市公共汽車公司」（下稱「海島市公司」），由於原路環利安巴士公司東主鄧榮添先生亦是股東之一，故又稱「利安離島公共汽車有公司」。後來，海島市公司逐步收購「氹仔公共汽車公司」及「路環利安有限公司」。
1975年
- 2月7日

與福利恢復開辦21A，「海島市公司」加入營運。其餘共8輛「百福」中巴投入服務。此批巴士為澳門首批設有空調系統的公共巴士，當年海島市公司便以此作為賣點，以抗衡福利的雙層觀光巴士攻勢。首兩輛「百福」中巴原不設空調，亦於次批「百福」中巴投入服務後加裝空調。
1977年-1978年
- 海島市公司分別向百福及日本大發車廠引入共4副小型貨車底盤，底盤於香港黃明車身廠裝上與「百福」中巴相似的巴士車身後才運往澳門。4輛巴士負責行走由海島市公司營辦的1（氹仔－黑沙）及2（路環－九澳）路線，且用以取代全數原「氹仔公共汽車有限公司」2輛Austin Export Psv。[註 1]、Commer及福得Thames ET6貨車改裝而成的巴士，及「路環利安有限公司」五十鈴及3輛Morris小巴[註 2]

1980年
- 再次訂購共4輛「百福」中巴，巴士一律配上香港黃明車身，令海島市公司擁有特別且形象統一的「黃明車隊」。

1983年
- 海島市公司共營運5條巴士線，分別為1、2、11、21及21A路線。

1985年
- 海島市公司首次獨營13過海路線（現25路線），往返關閘至路環市區。同年，海島市公司職員經學習借鑒香港巴士經驗，計劃引入落車鈴指示燈設施，基於當時條件限制，職員親自動手，研究電路、改造配件，成功在巴士上安裝了指示燈，首次讓這項技術在澳門得以實現，方便車長及時發現乘客發出的落車信號。[12]

- 12月，海島市公司首次開辨12澳門半島市區路線，是該公司首條只在澳門半島行駛且無人售票路線。

### 澳巴時期（1986-2008年）
1986年
- 8月，12號線延伸至紅街市。
- 10月1日，澳門海島市小輪船有限公司改組為澳門公共汽車有限公司。

1987年
- 澳巴購入首批巴士，為巴西製造的「平治」OF1313型大巴。澳巴於此批巴士首次採用由香港聯誠車身廠設計的巴士車身，此後所購入的新型大巴均統一採用聯誠車身，銳意改變形象，將前朝的「黃明車隊」改造成「聯誠車隊」，此批平治巴士初時主力行駛10號線，為慶祝此事，澳巴特意在7月28日起一連8日內，凡乘坐10線的乘客可獲免費乘車卷1張，由當日起，10號線由原來的80分鐘一班加密至15分鐘一班。而12號線不再途經美副將、劏狗環，而改經望廈、澳廣視、塔石、水坑尾。

- 9月18日，澳巴開通18號線，公司董事長吳福、香港亞洲電視藝員朱慧珊和王偉為其舉行剪綵儀式。同時還派發免費乘車卷給乘客，憑證可免費乘坐澳巴的澳門市區巴士線(10、12、17和18)一次。
- 10月，澳巴開通17路線。

1987年-1990年
- 因應澳門政府實施「大巴行大路，小巴行小路」的政策，澳巴開辦多條新的巴士路線(這些路線皆需途經狹窄街道)，因此分2批購入共104輛日本製「日產」Civilian小巴行駛上述路線。首批12部24座位小巴投資200多萬元，用作投入行駛17及18路線。

1988年
- 澳巴將其中2輛1975年「百福」中巴翻新，並改配上聯誠車身，及購買1輛日本「鈴木」Sambar Try(第4代)富士重工製造的6人客貨車後勤車隊。
- 10月18日，12路線由循環線改為雙向線，並以祐漢作總站，且由原來中巴改為小巴。

1989年
- 向日本「日產柴油」（UD）車廠引入8輛CB12LXR型大巴，同樣採用聯誠車身。
- 澳巴開通19路線。

1993年
- 澳巴車場從新口岸搬至北安。
- 11月，由於港澳碼頭搬遷，受道路條件限制，10路線回程不途經港澳碼頭，為抗衡新福利的3線搶奪新馬路往港澳碼頭的遊客，在12月1日起，澳巴開通10A路線。

1994年
- 澳巴開通10B路線。
- 8月，17路線不再途經澳督府，改為以港澳碼頭為終點站。18路線由循環線改為雙向線，並由螺絲山延伸至關閘。

1994年-1997年
- 購入共50輛豐田Coaster小巴（配自動排檔），首批小巴部分特別用作行駛1995年開辦的AP1機場巴士專線。

1996年
- 再次引入巴西製造「平治」大巴，但為後置引擎版本的OH1318型及配上改良版聯誠車身。
- 首次向日本「日野」車廠招手，購入6輛RK1MMKA型大巴(底盤在台灣生產)，同樣配上聯誠車身。此為澳巴最後一次於新車採用聯誠車身。
- 購入日本「日野」FD3HJKA 4.7米長拖車。
- 8月，18路線來回改經東華、建華、海濱一帶，去程不再途經黑沙環馬路、三角花園，回程不再途經提督馬路、高士德

1997年
- 1月

推出「頤老咭」半價乘車優惠。
- 7月

10B路線延伸至新口岸、南灣。
- 同年，澳巴再次引入「日野」大巴，並首次配上日野原廠車身，以抗衡新福利的德國「猛獅」超低地台冷氣巴士。

2000年
- 3月20日

為配合蓮花大橋通車，澳巴與岐關車路有限公司聯合開通蓮花口岸專線巴士。
- 9月-2004年6月

澳巴共引入36輛「日野」Liésse小巴。
2001年
- 5月，17路線延伸至皇朝廣場、觀音像、文化中心。

2003年
- 購入「日野」Rainbow型低地台中巴，是當時澳門市面行走的巴士中離地距最少的型號，亦是澳門首次引入了歐盟III型環保柴油巴士。

- 購入「三菱」L300 2.55EMI Panel Van 後勤車輛。

2004年
- 購入一部 「大發」 DAIHATSU ATRAI 7 LOW ROOF 5-DOOR M/T 7人座，全長3.765米的後勤車輛。

2005年
- 2月，18路線延伸至澳門旅遊塔。
- 7月，再次向「日野」購入Rainbow低床巴士，但車長由上一批9米增加至10.5米，以抗衡新福利的英國「丹尼士飛鏢SLF」11米超低地台巴士。

- 11月

首次向深圳「五洲龍」車廠購入3輛巴士，為澳巴首次引入的國產車款。
- 2005年-2007年的4天賽車期間，乘客可免費乘坐新福利及澳巴所有路線。

2006年
- 1月

澳巴向「五洲龍」車廠引入2輛澳門前所未見的混合動力燃料巴士。
- 8月

澳巴9日內接連發生多宗涉及「日產」小巴的嚴重交通意外，經與澳門特區政府土地工務運輸局協商，即時停駛該公司46輛車齡超過12年的舊巴士。就此事件，澳門很多市民對澳巴的整體形象大感不滿，更有人指：「坐澳巴車感覺車就散……」。而澳巴則開始改用「五洲龍」巴士。
- 7月-9月
- 向「五洲龍」引入共42輛FDG6920BG型中巴。

2007年
- 9月-2009年9月

再向「五洲龍」分批引入共11輛12米大巴。
- 10月
- 澳巴正式與澳門通股份有限公司舉行簽約儀式，標誌著澳巴與澳門通正式合作。[15]

2008年
- 3月

澳巴全線巴士提供澳門通付費服務。

### 臨時批給合同實行後（2008-2011年）
2008年
- 10月15日

以臨時批給合同投入營運，澳巴營運21條巴士路線，包括與新福利共同營運5條路線，為期兩年。
- 12月

澳巴車齡達20年的數輛舊巴士先後出現於10、10X及MT3線。此批巴士因在2006年澳巴於9天內涉及多宗重大交通事故，後來被政府勒令停駛。事後澳巴被指違反諾言，偷偷重新使用安全水平成疑的舊巴士。
- 12月7日

增設25X路線，由關閘往返科技大學。
2009年
- 4月26日

增設10X路線，由關閘往亞馬喇前地。

增設18A路線，由東方明珠往返新馬路。
- 10月18日

增設36路線，由海洋花園往返澳門機場，與新福利聯營。

增設50路線，由鴻發花園往返路氹，與新福利聯營。
- 11月25日

交通事務局公共巴士服務批給開標，澳巴標書在截標時間後4分鐘才遞交，因此決定不接納澳巴的標書。
2010年
- 1月5日

交通事務局局長汪雲證實，澳巴上訴的理由不被行政長官接納，將維持原有開標結果。。
- 1月22日

澳巴不服向澳門中級法院提起「效力之中止」保存程序，要求中止執行行政長官不接納該公司標書的決定。然而，於2010年3月5日，中級法院駁回上述的申請，並維持行政長官不接納澳巴標書的決定。
- 3月4日

中級法院駁回澳巴提起「效力之中止」保存程序的申請，並維持行政長官不接納澳巴標書的決定。
- 5月14日

終審法院裁定，撤銷中級法院及行政長官不接納澳巴標書的決定。。但後來澳巴再請求終審法院，要求交通事務局需在澳巴遲到遞交標書的司法上訴有結果才公佈開標結果。
- 7月9日

澳巴請求終審法院要求交通事務局需在澳巴遲到遞交標書的司法上訴有結果才公佈開標結果被駁回。。
- 7月29日

就澳巴標書遲交四分鐘是否具備合法條件獲得接納司法訴訟案，中級法院認為上訴理據不足，駁回上訴。。交通事務局事後表示，鑑於澳巴可能上訴至終審法院，為避免公共巴士服務交接出現真空期，將與澳巴及新福利適度延長現有批給合同期限。
- 9月27日

特區政府與澳門公共汽車有限公司簽署《道路集體客運公共服務批給合同》之附加合同，將履行合同期限延長至2011年7月31日。
2011年
- 1月1日

南光集團透過澳門中國旅行社股份有限公司入股，持有澳巴80%股份。
- 1月3日

特區政府與澳門公共汽車有限公司簽署《道路集體客運公共服務——第三標段》合同，同年8月1日起生效，至2018年7月31日屆滿。
- 1月28日

增設128路線，由亞馬喇前地往返大熊貓館，與新福利聯營。
- 4至8月

隨著新營運模式實行日子漸近，澳巴逐漸將旗下車齡高於7年的巴士退役。最終澳巴餘下的「日產柴油」CB12LXR型大巴、全數「豐田」Coaster小巴、「平治」及「日野」大巴、首批「日野」Liésse小巴以及部份「日野」Rainbow 9米低床巴士均於8月1日前停駛。
- 6月

斥資4100多萬，購入八台的五洲龍FDG6101G低地台大巴，及購入五十五台的五洲龍FDG6751G小巴，並於同年7月底至8月1日投入服務，是澳門首批歐盟IV型巴士。訂單中，還包括20台CNG天然氣巴士，在兩年後的二月份正式投入服務。
- 6月12日

增設27及37路線，與新福利聯營。

### 新巴士服務模式實行後（2011-）
2011年
- 8月1日

新巴士服務模式投入運作，澳巴營運14條巴士路線，為期7年。同日增設N3路線，是路環首條通宵巴士路線。
- 8月3日

鑒於新公司維澳蓮運營運首星期表現均未如理想，故澳巴應政府要求，派出支援車支援維澳蓮運旗下MT1及MT2路線。
- 8月30日

停止派出支援車支援維澳蓮運MT1及MT2。
2012年
- 1月13日

南光（集團）有限公司董事長許開程正式對外表示，集團已併購了澳巴，日後澳巴巴士保養及維修工作會交由同屬南光集團的澳門中國旅行社股份有限公司負責。
- 6月1日

N1路線分拆成N1A、N1B路線，循環往返筷子基北灣及亞馬喇前地；

N2路線延伸至城市日前地；

N3路線由亞馬喇前地延伸至媽閣，並在夏季期間延長至黑沙海灘。
- 7月

居民滿意度得分6.47分，排名第二。
- 10月

購入35台歐五排放五洲龍FDG6951G中巴，並於2013年5月陸續投入服務。
2013年
- 7月5日

率先引進全澳門首部純電動巴士，生產商為深圳五洲龍；

配合交通事務局、環境保護局積極開展了為期數月試運營E01路線。
- 7月12日

2013年3月-6月巴士服務評鑑試評分數結果為65.05分。
- 7月20日

增設22F路線，由石排灣總站往返亞馬喇前地。
- 9月28日

6路線分拆成6A、6B路線，分別由順景廣場及凱泉灣循環往返山頂醫院。
- 10月26日

增設MT3U路線，循環往返澳大橫琴總站及黑沙環。
2014年
- 6月10日

澳門新時代公共汽車股份有限公司舉行新聞發佈會，澳巴於股東中佔50%。
- 7月15日

2014年上半年巴士服務評鑑分數結果為67.33分。
2015年
- 1月23日

2014年第三季巴士服務評鑑分數結果為70.0分。
- 9月17日

特區政府與澳門公共汽車有限公司簽署《有關道路集體客運公共服務—第三標段的公證合同修訂本》，同年10月1日起生效，至2018年7月31日屆滿。

### 公共批給合同（2015年-2020年）
2015年
| 2015年   | 2015年                                                                                             |
| 日期     | 內容                                                                                               |
| -------- | -------------------------------------------------------------------------------------------------- |
| 10月1日  | - 澳門公共汽車有限公司以公共批給合同投入營運，澳巴營運18條巴士路線，為期34個月。                   |
| 10月6日  | - 22F及MT3U路線編號分別更改為52及73。                                                              |
| 11月18日 | - 推出「澳門公共巴士」微信官方帳號及網站，可查詢除特別路線外的路線實時到站資訊。澳門公共巴士網站版 |
| 12月1日  | - N5路線開設，循環往返石排灣及皇朝。                                                               |

| 2016年   | 2016年                                                                      |
| 日期     | 內容                                                                        |
| -------- | --------------------------------------------------------------------------- |
| 1月12日  | - 推出「澳門公共巴士」微信官方帳號及網頁正式版。                            |
| 4月20日  | - 增設N6路線，循環往返澳門大學及氹仔； 調整N5路線，改為亞馬喇前地往返石排灣 |
| 4月30日  | - 增設56路線，循環往返石排灣及外港碼頭。                                    |
| 8月20日  | - 52、56、N5路線的總站改為「蝴蝶谷大馬路總站」。                            |
| 8月25日  | - 增設E02路線，循環往返湖畔大廈及亞馬喇前地，與新時代聯營。                 |
| 9月30日  | - E02路線試運結束； 增設H2路線，循環往返筷子基社屋及山頂醫院。              |
| 11月14日 | - 增設E03路線，循環往返鴨涌河變電站及司打口，與新時代聯營。                 |
| 12月19日 | - E03路線試運結束。                                                         |

| 2017年 | 2017年                                                                 |
| 日期   | 內容                                                                   |
| ------ | ---------------------------------------------------------------------- |
| 4月9日 | - 原7路線與7A路線合併成新7路線，取消行經新馬路、媽閣，並延伸至皇朝區。 |

2018年
- 5月

澳巴將於8月1日正式與新時代合併消息正式被澳巴和新時代在員工大會上宣佈，澳巴與新時代將於5月14日召開新聞發布會，正式對外公佈合併，而政府也於5月10日正式承認澳巴與新時代合併。
- 8月1日

澳巴正式與新時代合併，原新時代的路線、車輛改由澳巴經營，
- 8月15日

特區政府與澳巴簽署的《道路集體客運公共服務——第三標段公證合同之修改合同》於8月1日續約，至2019年10月31日屆滿。當中合同增設以下規定。即2019年8月1日起停止使用宇通ZK6770HG。
"承批人須自2019年8月1日起，停止使用載於車輛所有權登記憑證的首次登記年份為2011年、品牌為宇通的小巴作為營運車輛。"
- 8月17日

88T路線結束服務。
- 9月1日

調整N3和N5路線為循環線。
- 9月6日

澳巴委託廣東省機電設備招標中心採購321部公車 ，後因政府暫不批准新公車入口澳門及新公車合同規定需引進更多的環保公車，澳巴於該次招標中只引進15部宇通柴油中巴，並於2021年6月重新招標490部增程式電動公車(60部小巴、130部中巴及300部大巴)︰
| 宇通 ZK6105HG  | 大巴           | 64  | 訂單取消 | 30部︰2018年底 34部︰2020年 | ---       |                                                                                     |
| 宇通 ZK6105HNG | 天然氣大巴     | 20  | 訂單取消 | 2018年年底                  | ---       | 公車已完成生產 後只擺放在鄭州宇通客車廠 從未抵澳                                    |
| 宇通 ZK6986HG  | 中巴           | 108 | 15       | 52部︰2018年底 56部︰2020年 | 2021年1月 |                                                                                     |
| 廈門金旅       | 大巴           | 16  | 訂單取消 | 6部︰2018年底 10部︰2020年  | ---       |                                                                                     |
| 廈門金旅       | 中巴           | 27  | 訂單取消 | 13部︰2018年底 14部︰2020年 | ---       |                                                                                     |
| 廈門金旅       | 純電動大巴     | 2   | 訂單取消 | 2018年底                    | ---       |                                                                                     |
| 上海申龍       | 油電混合大巴   | 2   | 訂單取消 | 2018年底                    | ---       |                                                                                     |
| ---            | 增程式電動公車 | 2   | 流標     | 2018年底                    | ---       | 因遞交投標文件的投標人不足法定數量 招標失敗                                         |
| ---            | 小巴           | 74  | 流標     | 50部︰2018年底 24部︰2020年 | ---       | - 因遞交投標文件的投標人不足法定數量 招標失敗 - 2018年11月份曾再次招標 同樣招標失敗 |
| ---            | 小巴           | 6   | 流標     | 2020年                      | ---       | - 因遞交投標文件的投標人不足法定數量 招標失敗 - 2018年11月份曾再次招標 同樣招標失敗 |

- 10月

百路佳以澳巴車身色彩製作JXK6110BQ5R柴油大巴，在澳門路面進行測試，但澳巴最終沒有接收，退回百路佳。
- 10月4日

於當日至7日，3BX路線臨時開設，由關閘直達亞馬喇前地，中途不停站。
- 10月24日

101X路線開設，循環往返港珠澳大橋及亞馬喇前地。
- 12月15日

因颱風天鴿風暴潮水浸停用的關閘總站重開，1、3、10路線恢復總站安排及再次改為雙向線；27、30路線恢復中途停此站；3X路線則以此站為落客總站，但不載客離站，由關閘馬路起程。
| 2019年   | 2019年 |
| 日期     | 內容 |
| -------- | --- |
| 1月10日  | - 澳巴引進9部外勤稽查人員專用的臺灣製造的YAMAHA LTS125N電單車 (車隊編號︰8022-8030)。                                                                 |
| 4月30日  | - 調整3X路線的上客站為關閘總站。 |
| 10月18日 | - 因與運輸工務司磋商新合同一直未有達成共識，決定再次短期續約14個月，由2019年11月1日起生效直到2020年12月31日，巴士路線、服務班次及收費將大致不會改變。 |

| 2020年         | 2020年 |
| 日期           | 內容 |
| -------------- | --- |
| 3月12日        | - 配合亞馬喇前地重整，調整50、50B、52、71路線為循環線 - 50、50B路線總站延至城市日前地                                                          |
| 7月6日-7月25日 | - 珠海恢復與澳門通關，但限制獲准通關人士經港珠澳大橋通關，為此，增設101X特班路線，由港珠澳大橋往返關閘，班次視乎客況作實際調度。               |
| 8月18日        | - 因應新橫琴口岸啟用，由1999年起一直與岐關車路有限公司聯營的唯一收費非營運巴士路線—蓮花口岸專線巴士終止營運 - 與新福利聯營全新增設的701X路線。 |

### 新巴士服務批給合同實行後（2021年-）
| 2021年   | 2021年 |
| 日期     | 內容 |
| -------- | --- |
| 1月1日   | - 執行新巴士服務批給合同 - 車型轉換： - 7、8路線：中巴→大巴 - 8A、21A路線：小巴→中巴 - 路線調整： - H2路線新增停靠站點 - 其他： - 部分路線更新目的地資訊 |
| 1月4日   | - 路線調整： - 3AX路線改為循環線，同時增設下午班次 - 10X路線改為循環線，總站調整至牧場街，同時增設下午班次 |
| 1月9日   | - 21A、50、N3路線取消停靠「蓮花大橋」站，改為停靠「蓮花路停車場」站 - 50路線擴展服務至新口岸北京街、宋玉生廣場。 |
| 1月11日  | - 10路線取消停靠“拱形馬路／蓮峰廟”站 - 30X路線回程改經友誼大橋，不再經嘉樂庇總督大橋、新口岸，並增設下午班次 |
| 8月7日   | - 調整3X、8A、N1A、N1B、N2路線增停青茂口岸附近巴士站。 |
| 8月14日  | - 調整H2路線往山頂醫院方向改經塔石廣場、水坑尾街 - 18A路線部分班次改用中巴，並於之後全面改用中巴 |
| 8月18日  | - 增設71S路線往返澳門大學及司打口。 |
| 10月16日 | - 望廈總站正式啟用。27及MT3路線延伸至該總站。 |
| 11月27日 | - 35路線延伸至上葡京及葡京人 - 18、59路線增設站點 - N2、N5路線微調站點 |
| 12月2日  | - 新購自中通客車的增程電動巴士經由港珠澳大橋抵澳。車型包括11.3米LCK6113SHEVG三門大巴、9.8米LCK6980SHEVG中巴及7.5米LCK6759SHEVG小巴，其中小巴是澳門首部低地台且環保能源型號，首批200部海格客車及中通客車於年底前抵達澳門，並在翌年2月起陸續投入營運。獲第二中標人的宇通客車則放棄39部中巴訂單；金龍客車作為小巴第二中標人，由於招標人只有4個，少於5投標人只選第一投標人而未能獲取18部小巴訂單。 次批200部新車，在2023年1月起投入運作。 |

| 2022年         | 2022年 |
| 日期           | 內容 |
| -------------- | --- |
| 2月26日        | - 澳巴首部增程電動巴士投入運作，行駛18路線 - 2路線由循環線恢復為雙向線 - 3AX路線延長上午尾班車時間 - 10X路線延伸至青洲坊； - 59、N2路線增設站點         |
| 4月28日        | - 71S路線改為雙向線，澳門區總站設於凱泉灣總站，並調整部分站點                                                                                           |
| 5月28日        | - 55、MT5、N1B路線增設站點 - H2路線調整總站，由“筷子基社屋”站遷至“俾若翰街／快富樓”站 - 19路線改用中巴行駛及調整走線 - 71路線調整尾班車時間             |
| 7月23日-8月8日 | - 配合新冠肺炎疫情防控穩定期，臨時增設21AS、27S、59S路線，分別由媽閣往返九澳堤壩馬路（新監獄地盤）、青洲坊往返新城A區及牧場街往返護理學院               |
| 8月3日-8月5日  | - 配合關閘邊檢大樓、拱北口岸暫停通關，由下午6時起，臨時增設與新福利聯營的101和102路線，分別由關閘和青茂口岸往返港珠澳大橋                               |
| 9月14日        | - 新增35S路線，由湖畔大廈往返鏡湖護理學院 - 71S路線的澳門半島總站臨時調整至“河邊新街／豐順新邨” - 73S路線調整走線，取消途經新城大馬路，改經路氹連貫公路 |
| 12月3日        | - 1、2、6B、10、10A、11、18、18B、21A路線總站調整至“媽閣交通樞紐” - 21A、30X、50B、56、H2、N3路線新增站點 - 3A、3AX、8、10A、12、MT5路線取消站點        |

| 2023年         | 2023年 |
| 日期           | 內容 |
| -------------- | --- |
| 1月18日        | - 59路線總站調整至「聯生圓形地總站」 - 21A、50、N3路線調整站點                                                                                  |
| 2月27日        | - 71S路線之澳門區總站調整至「俾若翰街／快富樓」，同時調整總站開出時間                                                                           |
| 4月29日-5月1日 | - 101XS路線臨時開設，以應對“五‧一黃金周”客流 |
| 6月10日        | - 35S路線停駛，由35路線延伸至「鏡湖護理學院」取代                                                                                               |
| 9月26日15:00   | - 701X路線總站調整至澳門大學，同時大幅修改走線                                                                                                  |
| 10月1日        | - 52S路線臨時開設，於大型活動（如煙花匯演）舉行期間提供散場服務                                                                                 |
| 12月8日        | - 配合輕軌媽閣站即將啟用，作出以下調整： - 10A路線編號更改為60，取消途經河邊新街、新馬路、友誼大馬路，並調整為循環線 - 61路線開設，與新福利聯營 |
| 12月16日       | - 配合澳門協和醫院試營運，35、50、N5路線調整停靠站點                                                                                            |

| 2024年       | 2024年                                                               |
| 日期         | 內容                                                                 |
| ------------ | -------------------------------------------------------------------- |
| 4月1日       | - 調整部分路線班距                                                   |
| 4月7日       | - 6B路線調整站點 - 8A路線修改行程 - 50路線新增站點 - 73S路線暫停營運 |
| 6月1日       | - 10X路線與第一代29路線合併為新29路線                                |
| 6月8日至10日 | - 3T、21AT路線臨時開設                                               |
| 10月1日      | - 為配合澳門大橋開通，103X路線開設，與新福利聯營                     |
| 10月21日     | - 701XS路線開設，與新福利聯營                                        |

## 新財政援助
澳巴合同為公共服務批給制度，政府不會向公司支付服務費，而票款收入歸該公司所有。因受低票價及轉乘優惠影響，政府會向公司提供財政援助。
同時財政援助亦與服務評鑑掛鈎：
- 少於50分：財政援助減1%
- 大於或等於50分且少於55分：財政援助減0.5%
- 大於或等於55分且少於60分：財政援助減0.25%
- 大於或等於60分：財政援助不變
- 大於或等於80分且少於90分：利潤上限由4%調升至4.5%
- 大於或等於90分：利潤上限由4.5%調升至5%

公司可向政府申請2017年及2018年各營運期的財政援助的調整，有關申請須於擬調整對應營運期的上一年7月份內向政府提出。

## 澳巴營運路線
- 澳巴現有58條路線，其中包括日間全日路線48條、夜間路線6條及特別路線3條，佔全澳門64%的巴士路線網絡。
- ：該線使用無障礙巴士。
- CNG：該線使用天然氣巴士。
- EV：該線使用增程式電動巴士。

### 澳門半島區內線
| 路線     | 起訖點                      | 途經地點 |
| 1 EV     | 關閘 ↔ 媽閣                 | 關閘開出： 關閘總站 → 騎士馬路 → 三角花園 → 北區警司處 → 逸園跑狗場 → 提督馬路（賈梅士 → 昌明花園） → 沙梨頭 → 栢港停車場 → 粵通碼頭 → 司打口 → 下環 → 媽閣廟 → 媽閣交通樞紐 |
| 1 EV     | 關閘 ↔ 媽閣                 | 媽閣開出： 媽閣交通樞紐 → 西灣湖景大馬路（媽閣碼頭） → 河邊新街（凱泉灣 → 李道巷） → 內港客運碼頭 → 十六浦 → 水上街市 → 沙梨頭 → 提督馬路（紅街市） → 白朗古將軍馬路 → 台山街市 → 巴波沙大馬路 → 關閘總站 |
| 2 EV     | 永寧廣場 ↔ 媽閣             | 永寧廣場開出： 永寧廣場總站 → 祐漢街市 → 永康街（麗華大廈） → 慕拉士大馬路 → 新雅馬路（濠江中學、鮑思高） → 二龍喉公園 → 塔石廣場 → 水坑尾 → 殷皇子大馬路 → 新馬路 → 司打口 → 下環 → 媽閣廟 → 媽閣交通樞紐 |
| 2 EV     | 永寧廣場 ↔ 媽閣             | 媽閣開出： 媽閣交通樞紐 → 西灣湖景大馬路 → 下環 → 司打口 → 內港客運碼頭 → 新馬路 → 南灣大馬路 → 水坑尾 → 盧廉若公園 → 荷蘭園 → 鮑思高球場 → 髮夾彎 → 望善樓 → 黑沙環馬路 → 長壽大馬路 → 中心街 → 永寧廣場 |
| 2A EV    | 東方明珠 ↺ 亞馬喇前地       | 東方明珠開出： 東方明珠總站 → 黑沙環公園 → 廣華新邨 → 東華新邨 → 濠江中學 → 二龍喉公園 → 塔石體育館 → 水坑尾 → 八角亭 → 亞馬喇前地 → 約翰四世大馬路 → 水坑尾 → 盧廉若公園 → 荷蘭園 → 鮑思高球場 → 髮夾彎 → 海濱花園 → 中葡職中 → 黑沙環衛生中心 → 東方明珠總站 |
| 2AS EV   | 黑沙環衛生中心 ↺ 葡京酒店   | 黑沙環衛生中心開出： 黑沙環衛生中心 → 黑沙環公園 → 廣華新邨 → 葡京酒店 → 海上居 → 黑沙環衛生中心 |
| 3 CNG    | 關閘 ↔ 外港碼頭             | 關閘開出： 關閘總站 → 關閘馬路 → 提督馬路 → 沙梨頭 → 栢港停車場 → 新馬路 → 葡京酒店 → 財神酒店 → 假日酒店 → 利澳酒店 → 理工大學 → 馬六甲街 → 外港碼頭 外港碼頭開出： 外港碼頭 → 金蓮花廣場 → 萬龍酒店 → 東方拱門 → 治安警察局 → 約翰四世大馬路 → 新馬路 → 十六浦 → 沙梨頭 → 提督馬路 → 蓮峰游泳池 → 巴波沙大馬路 → 關閘總站 |
| 3A EV    | 媽閣碼頭 ↺ 關閘             | 媽閣碼頭開出： 媽閣碼頭 → 河邊新街 → 內港客運碼頭 → 新馬路 → 亞馬喇前地 → 葡京酒店 → 總統酒店 → 凱旋門酒店 → 金沙 → 金龍酒店 → 外港碼頭 → 友誼大馬路 → 南華新邨 → 建華大廈 → 中葡職中 → 黑沙環衛生中心 → 關閘廣場 → 看台街 → 祐漢街市 → 黑沙環公園 → 廣華新邨 → 東華新邨 → 慕拉士大馬路 → 漁翁街 → 外港碼頭 → 漁人碼頭 → 勵庭海景酒店 → 科學館 → 觀音像海濱休憩區 → 宋玉生公園 → 永利酒店 → 亞馬喇前地 → 新馬路 → 粵通碼頭 → 司打口 → 河邊新街 → 媽閣碼頭                                                                           |
| 3AX EV   | 關閘 ↺ 亞馬喇前地           | 關閘開出： 關閘東側上落客區 → 廣華新邨 → 漁人碼頭 → 勵庭海景酒店 → 觀音像海濱休憩區 → 宋玉生公園 → 永利酒店 → 亞馬喇前地 → 財神酒店 → 宋玉生公園 → 文化中心 → 金沙 → 友誼大馬路 → 南華新邨 → 保利達花園 → 海上居 → 關閘東側上落客區 |
| 3X CNG   | 關閘 ↺ 亞馬喇前地           | 關閘開出： 關閘總站 → 關閘馬路 → 提督馬路 → 沙梨頭 → 栢港停車場 → 新馬路 → 亞馬喇前地 → 新馬路 → 十六浦 → 林茂塘 → 綠楊花園 → 青茂口岸 → 關閘總站 |
| 6A EV    | 永寧廣場 ↺ 山頂醫院         | 永寧廣場開出： 永寧廣場總站 → 祐漢街市 → 永康街 → 慕拉士大馬路 → 飛通大廈 → 濠江中學 → 二龍喉公園 → 高士德大馬路 → 沙梨頭 → 栢港停車場 → 新馬路 → 南灣大馬路 → 八角亭 → 加思欄馬路 → 山頂醫院急診大樓 → 得勝斜路 → 東望洋新街 → 加思欄花園 → 南光大廈 → 治安警察局 → 約翰四世大馬路 → 新馬路 → 十六浦 → 水上街市 → 沙梨頭 → 提督馬路 → 高士德大馬路 → 荷蘭園 → 鮑思高球場 → 髮夾彎 → 望善樓 → 黑沙環馬路 → 長壽大馬路 → 中心街 → 永寧廣場總站                                                                                       |
| 6B EV    | 媽閣 ↺ 山頂醫院             | 媽閣交通樞紐開出： 媽閣交通樞紐 → 西灣湖景大馬路 → 河邊新街 → 司打口 → 下環 → 媽閣廟 → 半邊橙 → 西灣 → 民國馬路 → 南灣 → 亞馬喇前地 → 葡京酒店 → 加思欄馬路 → 山頂醫院急診大樓 → 山頂醫院總站 → 加思欄花園 → 南光大廈 → 治安警察局 → 亞馬喇前地 → 南灣 → 媽閣交通樞紐 |
| 7 EV     | 東方明珠 ↔ 城市日前地       | 東方明珠開出： 東方明珠總站 → 裕華大廈 → 永華街 → 永康街 → 望德樓 → 望賢樓 → 俾利喇街 → 三盞燈 → 沙嘉都喇街 → 塔石體育館 → 水坑尾 → 約翰四世大馬路 → 葡京酒店 → 凱旋門酒店 → 波爾圖街 |
| 7 EV     | 東方明珠 ↔ 城市日前地       | 城市日前地開出： 城市日前地 → 永利酒店 → 亞馬喇前地 → 約翰四世大馬路 → 水坑尾 → 塔石隧道 → 西墳馬路 → 鏡湖醫院 → 連勝馬路 → 雅廉訪大馬路 → 筷子基衛生中心 → 台山街市 → 三角花園 → 長壽大馬路 → 祐漢街市 → 黑沙環衛生中心 → 東方明珠總站 |
| 8 EV     | 工業園街 ↔ 回力             | 工業園街開出： 工業園街 → 青洲總站 → 鴨涌河 → 自來水公司 → 台山街市 → 提督馬路 → 三盞燈 → 沙嘉都喇街 → 塔石體育館 → 水坑尾 → 八角亭 → 葡京酒店 → 總統酒店 → 凱旋門 → 文化中心 → 金沙 → 金龍酒店 → 回力 |
| 8 EV     | 工業園街 ↔ 回力             | 回力開出： 回力 → 勵庭海景酒店 → 澳門科學館 → 觀音像海濱休憩區 → 宋玉生公園 → 永利酒店 → 財神酒店 → 水坑尾 → 塔石隧道 → 西墳馬路 → 鏡湖醫院 → 永樂戲院 → 渡船街 → 俾利喇街 → 澳廣視 → 黑沙環馬路 → 拱形馬路 → 青洲大馬路 → 聖若瑟中學 → 青翠花園 → 工業園街 |
| 8A EV    | 工業園街 ↺ 亞馬喇前地       | 工業園街開出： 工業園街 → 青洲總站 → 鴨涌河 → 青茂口岸 → 台山街市 → 幸運閣 → 賈伯樂提督街 → 盧廉若公園 → 塔石體育館 → 水坑尾 → 八角亭 → 亞馬喇前地 → 新馬路 → 十六浦 → 沙欄仔 → 白鴿巢公園 → 鏡湖醫院 → 永樂戲院 → 渡船街 → 俾利喇街 → 澳廣視 → 黑沙環馬路 → 拱形馬路 → 青洲大馬路 → 青茂口岸 → 青翠花園 → 工業園街 |
| 10 EVCNG | 關閘 ↔ 媽閣                 | 關閘總站開出： 關閘總站 → 祐漢第一街 → 慕拉士大馬路 → 漁翁街 → 外港碼頭 → 金蓮花廣場 → 萬龍酒店 → 東方拱門 → 治安警察局 → 約翰四世大馬路 → 新馬路 → 粵通碼頭 → 司打口 → 下環 → 媽閣廟 → 媽閣交通樞紐 媽閣交通樞紐開出： 媽閣交通樞紐 → 西灣湖景大馬路 → 下環 → 司打口 → 內港客運碼頭 → 新馬路 → 葡京酒店 → 財神酒店 → 假日酒店 → 利澳酒店 → 澳門理工大學 → 金龍酒店 → 水塘北角 → 望善樓 → 黑沙環馬路 → 巴波沙大馬路 → 關閘總站 |
| 10B EV   | 馬場大馬路 ↺ 殷皇子馬路     | 馬場大馬路開出： 馬場大馬路 → 祐漢街市 → 永康街 → 黑沙環政府綜合服務大樓 → 黑沙環公園 → 廣華新邨 → 東華新邨 → 慕拉士大馬路 → 漁翁街 → 外港碼頭 → 金蓮花廣場 → 萬龍酒店 → 東方拱門 → 治安警察局 → 中華廣場 → 葡京酒店 → 財神酒店 → 假日酒店 → 利澳酒店 → 澳門理工大學 → 金龍酒店 → 回力 → 友誼大馬路 → 水塘北角 → 漁翁街 → 南澳花園 → 建華大廈 → 祐漢街市 → 馬場大馬路 |
| 12 EV    | 永寧廣場 ↺ 外港碼頭         | 永寧廣場總站開出： 永寧廣場總站 → 祐漢街市 → 永康街 → 望德樓 → 望賢樓 → 觀音堂 → 鮑思高球場 → 二龍喉公園 → 塔石體育館 → 水坑尾 → 八角亭 → 葡京酒店 → 城市日大馬路 → 文化中心 → 外港碼頭 → 漁人碼頭 → 勵庭海景酒店 → 澳門科學館 → 捐血中心 → 永利酒店 → 約翰四世大馬路 → 水坑尾 → 盧廉若公園 → 高士德大馬路 → 俾利喇街 → 澳廣視 → 長壽大馬路 → 中心街 → 永寧廣場總站 |
| 18 EV    | 牧場街 ↔ 媽閣               | 牧場街總站開出： 牧場街總站 → 菜園涌邊街 → 永定街 → 祐漢街市 → 黑沙環公園 → 廣華新邨 → 東華新邨 → 濠江中學 → 二龍喉公園 → 塔石體育館 → 水坑尾 → 約翰四世大馬路 → 南灣 → 澳門旅遊塔 → 初級法院大樓 → 燒灰爐 → 風順堂街 → 亞婆井前地 → 海事及水務局 → 媽閣廟 → 媽閣交通樞紐 媽閣交通樞紐開出： 媽閣交通樞紐 → 西灣湖景大馬路 → 下環 → 司打口 → 新馬路 → 營地大街 → 草堆街 → 十月初五街 → 白鴿巢 → 鏡湖醫院 → 連勝馬路 → 渡船街 → 俾利喇街 → 觀音堂 → 鮑思高球場 → 髮夾彎 → 南澳花園 → 建華大廈 → 祐漢街市 → 馬場海邊馬路 → 牧場街總站 |
| 18A EV   | 東方明珠 ↺ 新馬路           | 東方明珠總站開出： 東方明珠總站 → 黑沙環公園 → 廣華新邨 → 東華新邨 → 濠江中學 → 二龍喉公園 → 塔石體育館 → 水坑尾 → 約翰四世大馬路 → 新馬路 → 十六浦 → 沙欄仔 → 白鴿巢 → 鏡湖醫院 → 永樂戲院 → 渡船街 → 俾利喇街 → 澳廣視 → 慕拉士馬路 → 海濱花園 → 中葡職中 → 黑沙環衛生中心 → 東方明珠總站 |
| 18B EV   | 永定街 ↔ 媽閣               | 永定街開出： 永定街 → 祐漢街市 → 黑沙環公園 → 廣華新邨 → 東華新邨 → 濠江中學 → 二龍喉公園 → 塔石廣場 → 水坑尾 → 約翰四世大馬路 → 南灣 → 澳門旅遊塔 → 媽閣交通樞紐 媽閣交通樞紐開出： 媽閣交通樞紐 → 西灣湖景大馬路 → 下環 → 司打口 → 十六浦 → 沙欄仔 → 白鴿巢 → 鏡湖醫院 → 觀音堂 → 鮑思高球場 → 髮夾灣 → 南澳花園 → 建華大廈 → 祐漢街市 → 永定街 |
| 19 EV    | 永寧廣場 ↺ 新馬路           | 永寧廣場總站開出： 永寧廣場總站 → 祐漢街市 → 永康街 → 望德樓 → 望賢樓 → 雅廉訪 → 二龍喉公園 → 塔石體育館 → 水坑尾 → 約翰四世大馬路 → 新馬路 → 十六浦 → 沙欄仔 → 白鴿巢 → 鏡湖醫院 → 連勝馬路 → 聖心學校 → 黑沙環馬路 → 長壽大馬路 → 中心街 → 永寧廣場總站 |
| 23 EV    | 青洲 ↺ 旅遊塔               | 青洲總站開出： 青洲總站 → 跨境工業區 → 鴨涌河 → 自來水公司 → 逸園跑狗場 → 美副將 → 觀音堂 → 鮑思高球場 → 二龍喉公園 → 松山隧道 → 羅理基 → 金蓮花廣場 → 萬龍酒店 → 宋玉生公園 → 永利酒店 → 亞馬喇前地 → 南灣 → 立法會 → 旅遊塔 → 初級法院大樓 → 燒灰爐 → 巴掌圍 → 葡京酒店 → 總統酒店 → 凱旋門酒店 → 宋玉生公園 → 何賢公園 → 松山隧道 → 高士德大馬路 → 沙梨頭南街 → 白朗古將軍馬路 → 青洲大馬路 → 青茂口岸 → 美樂花園 → 工業園街 → 青洲總站                                                                                          |
| 27 EV    | 望廈 ↺ 青洲                 | 望廈總站開出： 望廈總站 → 黑沙環政府綜合服務大樓 → 黑沙環公園 → 保利達花園 → 海上居 → 關閘廣場 → 祐漢第一街 → 拱形馬路 → 青洲大馬路 → 青茂口岸 → 美樂花園 → 工業園街 → 青洲 → 跨境工業區 → 青茂口岸 → 李寶椿街 → 關閘總站 → 看台街 → 中心街 → 黑沙環衛生中心 → 東方明珠 → 裕華大廈 → 望廈總站 |
| 28B EV   | 青洲 ↺ 媽閣                 | 青洲總站開出： 青洲總站 → 跨境工業區 → 台山街市 → 慕拉士大馬路 → 漁翁街 → 外港碼頭 → 金蓮花廣場 → 萬龍酒店 → 東方拱門 → 中華廣場 → 南灣 → 風順堂區 → 亞婆井前地 → 海事及水務局 → 媽閣廟 → 半邊橙 → 西灣 → 南灣 → 八角亭 → 葡京酒店 → 財神酒店 → 假日酒店 → 利澳酒店 → 澳門理工大學 → 金龍酒店 → 望善樓 → 黑沙環馬路 → 拱形馬路 → 青洲大馬路 → 青洲總站 |
| 29 EV    | 城市日前地 ↺ 青洲           | 城市日前地開出： 城市日前地 → 亞馬喇前地 → 財神酒店 → 假日酒店 → 利澳酒店 → 理工大學 → 金龍酒店 → 回力 → 友誼大馬路 → 水塘北角 → 望善樓 → 黑沙環馬路 → 巴波沙大馬路 → 牧場街總站 → 青茂口岸 → 青翠花園 → 跨境工業區 → 鴨涌河 → 青茂口岸 → 菜園涌 → 祐漢第一街 → 慕拉士大馬路 → 漁翁街 → 外港碼頭 → 金蓮花廣場 → 萬龍酒店 → 東方拱門 → 治安警察局 → 葡京酒店 → 凱旋門酒店 → 波爾圖街 |
| 60 EV    | 外港碼頭 ↺ 司打口           | 外港碼頭開出： 外港碼頭 → 漁人碼頭 → 勵庭海景酒店 → 澳門科學館 → 觀音像海濱休憩區 → 宋玉生公園 → 城市日大馬路 → 旅遊塔 → 媽閣碼頭 → 河邊新街 → 司打口 → 下環 → 媽閣廟 → 媽閣交通樞紐 → 旅遊塔 → 城市日前地 → 宋玉生廣場 → 金沙 → 金龍酒店 → 外港碼頭 |
| 61 EV    | 媽閣 ↔ 關閘                 | 媽閣交通樞紐開出： 媽閣交通樞紐 → 河邊新街 → 十六浦 → 青茂口岸 → 關閘總站 關閘總站開出： 關閘總站 → 青茂口岸 → 栢港停車場 → 媽閣廟 → 媽閣交通樞紐 |
| 101X EV  | 港珠澳大橋 ↺ 亞馬喇前地     | 港珠澳大橋邊檢大樓開出： 港珠澳大橋邊檢大樓 → 海上居 → 騎士馬路 → 青洲大馬路 → 綠楊花園 → 海邊新街 → 栢港停車場 → 新馬路 → 亞馬喇前地 → 澳門廣場 → 新馬路 → 十六浦 → 水上街市 → 林茂塘 → 綠楊花園 → 青洲大馬路 → 台山街市 → 巴波沙大馬路 → 港珠澳大橋邊檢大樓 |
| H1 EV    | 山頂醫院 ↺ 水坑尾           | 山頂醫院總站開出： 山頂醫院總站 → 加思欄花園 → 山頂醫院急診大樓 → 得勝斜路 → 東望洋斜巷 → 水坑尾 → 八角亭 → 亞馬喇前地 → 葡京酒店 → 加思欄馬路 → 山頂醫院急診大樓 → 山頂醫院總站 |
| H2 EV    | 俾若翰街／快富樓 ↺ 山頂醫院 | 俾若翰街／快富樓開出： 快富樓 → 綠楊花園 → 青茂口岸 → 台山街市 → 慕拉士馬路 → 濠江中學 → 二龍喉公園 → 塔石 → 水坑尾 → 山頂醫院急診大樓 → 髪夾彎 → 望善樓 → 黑沙環馬路 → 青洲大馬路 → 自來水公司 → 快富樓 |
| N1A EV   | 筷子基北灣 ↺ 亞馬喇前地     | 筷子基北灣開出： 筷子基北灣 → 青茂口岸 → 青洲大馬路 → 台山街市 → 巴波沙大馬路 → 看台街 → 祐漢街市 → 黑沙環公園 → 廣華新邨 → 外港碼頭 → 友誼馬路 → 宋玉生廣場 → 城市日前地 → 永利酒店 → 亞馬喇前地 → 新馬路 → 十六浦 → 沙梨頭 → 提督馬路 → 白朗古將軍馬路 → 青茂口岸 → 筷子基北灣 |
| N1B EV   | 筷子基北灣 ↺ 亞馬喇前地     | 筷子基北灣開出： 筷子基北灣 → 青茂口岸 → 青洲大馬路 → 逸園跑狗場 → 提督馬路 → 沙梨頭 → 栢港停車場 → 新馬路 → 殷皇子馬路 → 亞馬喇前地 → 葡京酒店 → 友誼馬路 → 南華新邨 → 馬場海邊馬路 → 拱形馬路 → 青洲大馬路 → 筷子基北灣 |

### 澳門半島往返離島線
| 路線      | 起訖點                      | 途經地點 |
| 11        | 媽閣 ↺ 氹仔官也街           | 媽閣交通樞紐開出： 媽閣交通樞紐 → 西灣湖景大馬路 → 下環 → 司打口 → 新馬路 → 亞馬喇前地 → 嘉樂庇總督大橋 → 海洋花園 → 柯維納馬路 → 南新花園 → 美景花園 → 布拉干薩街 → 星皓廣場 → 氹仔中央公園 → 泉裕豪庭 → 泉悅花園 → 氹仔官也街 → 氹仔中葡小學 → 地堡街 → 澳門運動場 → 華寶花園 → 花城公園 → 湖畔大廈 → 聖公會中學 → 旅遊學院氹仔校區 → 城市大學 → 宋玉生博士圓形地 → 史伯泰將軍馬路 → 嘉樂庇總督大橋 → 亞馬喇前地 → 新馬路 → 司打口 → 下環 → 媽閣交通樞紐 |
| 21A EV    | 媽閣 ↔ 九澳油庫             | 媽閣交通樞紐開出： 媽閣交通樞紐 → 西灣湖景大馬路 → 下環 → 司打口 → 新馬路 → 亞馬喇前地 → 嘉樂庇總督大橋 → 史伯泰將軍馬路 → 泉澧花園 → 泉亮花園 → 氹仔嘉樂庇馬路 → 新濠天地 → 倫敦人 → 巴黎人花園 → 蓮花路停車場 → 石排灣公屋群 → 石排灣郊野公園 → 路環市區 → 竹灣 → 海蘭花園 → 黑沙海灘 → 黑沙水庫 → 鷺環海天酒店 → 九澳水庫郊野公園 → 九澳聖若瑟學校 → 九澳油庫 九澳油庫開出： 九澳油庫 → 九澳七苦聖母小堂 → 九澳聖若瑟學校 → 九澳水庫郊野公園 → 黑沙水庫 → 鷺環海天酒店 → 黑沙海灘 → 海蘭花園 → 竹灣 → 路環市區 → 聯生圓形地總站 → 金峰南岸 → 石排灣公屋群 → 新濠影匯 → 巴黎人 → 氹仔嘉樂庇馬路 → 百利寶花園 → 氹仔電訊 → 史伯泰將軍馬路 → 嘉樂庇總督大橋 → 亞馬喇前地 → 司打口 → 下環 → 媽閣廟 → 媽閣交通樞紐 |
| 22 EV     | 祐漢 ↺ 柯維納馬路           | 祐漢第二街開出： 祐漢第二街 → 祐漢街市 → 永康街 → 望德樓 → 望賢樓 → 愉景花園 → 鮑思高球場 → 二龍喉公園 → 塔石體育館 → 水坑尾 → 約翰四世大馬路 → 亞馬喇前地 → 嘉樂庇總督大橋 → 史伯泰將軍馬路 → 氹仔大中華廣場 → 泉裕豪庭 → 泉悅花園 → 氹仔官也街 → 氹仔中葡小學 → 地堡街 → 澳門運動場 → 柯維納馬路 → 南新花園 → 華寶花園 → 花城公園 → 百利寶公園 → 氹仔電訊 → 史伯泰將軍馬路 → 嘉樂庇總督大橋 → 亞馬喇前地 → 財神酒店 → 水坑尾 → 盧廉若公園 → 高士德大馬路 → 俾利喇街 → 澳廣視 → 黑沙環馬路 → 祐漢第二街 |
| 28A EV    | 外港碼頭 ↺ 柯維納馬路       | 外港碼頭開出： 外港碼頭 → 金蓮花廣場 → 萬龍酒店 → 東方拱門 → 治安警察局 → 亞馬喇前地 → 嘉樂庇總督大橋 → 史伯泰將軍馬路 → 氹仔大中華廣場 → 泉裕豪庭 → 泉悅花園 → 氹仔官也街 → 氹仔中葡小學 → 地堡街 → 澳門運動場 → 柯維納馬路 → 花城公園 → 寶龍花園 → 嘉樂庇總督大橋 → 亞馬喇前地 → 財神酒店 → 假日酒店 → 利澳酒店 → 理工大學 → 金龍酒店 → 外港碼頭 |
| 30 EV     | 青洲坊 ↺ 氹仔中央公園       | 青洲坊總站開出： 青洲坊總站 → 李寶椿街 → 關閘總站 → 看台街 → 祐漢街市 → 永康街 → 慕拉士馬路 → 海濱花園 → 保利達花園 → 友誼大橋 → 海灣花園 → 湖畔公園 → 泉悅花園 → 氹仔官也街 → 氹仔中葡小學 → 地堡街 → 澳門運動場 → 賽馬會 → 柯維納馬路 → 星皓廣場 → 氹仔中央公園 → 氹仔電訊 → 濠景花園 → 南新花園 → 花城公園 → 湖畔大廈 → 海灣花園 → 友誼大橋 → 南華新邨 → 建華大廈 → 祐漢街市 → 中心街 → 馬場東大馬路 → 馬場北大馬路 → 紀念孫中山市政公園 → 青洲坊總站 |
| 30X EV    | 關閘 ↺ 望德聖母灣           | 關閘東側上落客區開出： 關閘東側上落客區 → 友誼大橋 → 海灣花園 → 湖畔公園 → 氹仔嘉樂庇馬路 → 望德聖母灣馬路 → 澳門運動場 → 氹仔中央公園 → 濠景花園 → 南新花園 → 華寶花園 → 花城公園 → 海灣花園 → 友誼大橋 → 南華新邨 → 建華大廈 → 中葡職中 → 黑沙環衛生中心 → 關閘東側上落客區 |
| 50 EV     | 城市日前地 ↺ 路環市區       | 城市日前地開出： 城市日前地 → 宋玉生公園 → 亞馬喇前地 → 嘉樂庇總督大橋 → 史伯泰將軍馬路 → 泉澧花園 → 泉亮花園 → 氹仔嘉樂庇馬路 → 科技大學 → 永利皇宮 → 保齡球中心 → 東亞運動會體育館 → 蓮花路 → 蓮花路停車場 → 橫琴口岸澳門口岸區 → 蓮花大橋 → 石排灣公屋群 → 石排灣郊野公園 → 路環市區 → 聯生圓形地總站 → 金峰南岸 → 石排灣 → 蓮花路停車場 → 蓮花路 → 巴黎人花園 → 新濠天地 → 氹仔嘉樂庇馬路 → 百利寶花園 → 氹仔電訊 → 史伯泰將軍馬路 → 嘉樂庇總督大橋 → 亞馬喇前地 → 財神酒店 → 假日酒店 → 宋玉生公園 → 凱旋門酒店 |
| 50B EV    | 城市日前地 ↺ 駕考中心       | 城市日前地開出： 城市日前地 → 亞馬喇前地 → 嘉樂庇總督大橋 → 史伯泰將軍馬路 → 泉澧花園 → 泉亮花園 → 氹仔嘉樂庇馬路 → 澳門土木工程實驗室 → 機場貨運站 → 駕考中心 → 航空圓形地 → 永利皇宮 → 新濠天地 → 氹仔嘉樂庇馬路 → 百利寶花園 → 氹仔電訊 → 史伯泰將軍馬路 → 嘉樂庇總督大橋 → 亞馬喇前地 → 凱旋門酒店 |
| 52 EV     | 蝴蝶谷大馬路 ↺ 亞馬喇前地   | 蝴蝶谷大馬路總站開出： 蝴蝶谷大馬路總站 → 石排灣公屋群 → 擎天匯 → 澳大河隧行人入口 → 路氹城生態保護區 → 澳門百老匯 → 皇庭海景酒店 → 柯維納馬路 → 海洋花園 → 嘉樂庇總督大橋 → 亞馬喇前地 → 嘉樂庇總督大橋 → 海洋花園 → 羅斯福酒店 → 銀河 → 路氹城生態保護區 → 凱撒高爾夫球場俱樂部 → 石排灣公屋群 → 蝴蝶谷大馬路總站 |
| 55 EV     | 蝴蝶谷大馬路 ↺ 司打口       | 蝴蝶谷大馬路總站開出： 蝴蝶谷大馬路總站 → 石排灣公屋群 → 擎天匯 → 澳大河隧行人入口 → 路氹城生態保護區 → 澳門百老匯 → 皇庭海景酒店 → 西灣大橋 → 西灣湖景大馬路 → 下環 → 司打口 → 下環 → 媽閣廟 → 西灣大橋 → 羅斯福酒店 → 銀河 → 路氹城生態保護區 → 凱撒高爾夫球場俱樂部 → 石排灣公屋群 → 蝴蝶谷大馬路總站 |
| 56 EV     | 蝴蝶谷大馬路 ↺ 高士德       | 蝴蝶谷大馬路總站開出： 蝴蝶谷大馬路總站 → 石排灣公屋群 → 新濠影匯 → 巴黎人 → 氹仔嘉樂庇馬路 → 湖畔大廈 → 海灣花園 → 友誼大橋 → 外港碼頭 → 友誼馬路 → 羅理基大馬路 → 東方拱門 → 松山隧道 → 俾利喇街 → 愉景花園 → 二龍喉公園 → 松山隧道 → 友誼大橋 → 海灣花園 → 湖畔公園 → 氹仔嘉樂庇馬路 → 新濠天地 → 倫敦人 → 巴黎人花園 → 石排灣公屋群 → 蝴蝶谷大馬路總站 |
| 59 EV     | 關閘 ↔ 聯生圓形地           | 關閘廣場開出： 關閘廣場 → 友誼大橋 → 北安大馬路 → 機場大馬路 → 葡京人 → 蓮花路 → 石排灣 → 聯生圓形地總站 聯生圓形地總站開出： 聯生圓形地總站 → 石排灣 → 蓮花路 → 澳門蛋 → 上葡京 → 永利皇宮 → 機場大馬路 → 北安大馬路 → 友誼大橋 → 關閘廣場 |
| 71 EV     | 澳門大學 ↺ 亞馬喇前地       | 澳門大學總站開出： 澳門大學總站 → 澳大行政樓 → 澳大大學會堂 → 澳大圖書館 → 澳大研究生宿舍 → 澳大河隧 → 百老匯 → 皇庭海景酒店 → 氹仔海濱休憩區 → 嘉樂庇總督大橋 → 亞馬喇前地 → 嘉樂庇總督大橋 → 海洋花園 → 羅斯福酒店 → 銀河 → 路氹城生態保護區 → 澳大河隧 → 澳大研究生宿舍 → 澳大大學展館 → 澳大大學會堂 → 澳大綜合體育館 → 澳門大學總站 |
| 71S EV    | 澳門大學 ↔ 俾若翰街／快富樓 | 澳門大學總站開出： 澳門大學總站 → 澳大行政樓 → 澳大大學會堂 → 澳大圖書館 → 澳大研究生宿舍 → 澳大河隧 → 澳門百老匯 → 皇庭海景酒店 → 西灣大橋 → 西灣湖景大馬路 → 河邊新街 → 內港客運碼頭 → 水上街市 → 快富樓 俾若翰街／快富樓開出： 快富樓 → 林茂塘 → 海邊新街 → 司打口 → 下環 → 媽閣 → 西灣大橋 → 羅斯福酒店 → 路氹西 → 路氹城生態保護區 → 澳大河隧 → 澳大研究生宿舍 → 澳大大學展館 → 澳大大學會堂 → 澳大綜合體育館 → 澳門大學總站 |
| 73 EV     | 澳門大學 ↺ 黑沙環衛生中心   | 澳門大學總站開出： 澳門大學總站 → 澳大行政樓 → 澳大大學會堂 → 澳大圖書館 → 澳大研究生宿舍 → 澳大河隧 → 路氹城生態保護區 → 百老匯 → 皇庭海景酒店 → 氹仔海濱休憩區 → 嘉樂庇總督大橋 → 亞馬喇前地 → 海上居 → 黑沙環衛生中心 → 黑沙環公園 → 廣華新邨 → 亞馬喇前地 → 嘉樂庇總督大橋 → 海洋花園 → 羅斯福酒店 → 銀河 → 路氹城生態保護區 → 澳大河隧 → 澳大研究生宿舍 → 澳大大學展館 → 澳大中央教學樓 → 澳大大學會堂 → 澳大綜合體育館 → 澳門大學總站 |
| 103X EV   | 港珠澳大橋 ↺ 氹仔客運碼頭   | 港珠澳大橋邊檢大樓開出： 港珠澳大橋邊檢大樓 → 澳門大橋 → 氹仔客運碼頭 → 澳門大橋 → 港珠澳大橋邊檢大樓 |
| MT1 EV    | 城市日前地 ↺ 澳門機場       | 城市日前地開出： 城市日前地 → 亞馬喇前地 → 嘉樂庇總督大橋 → 史伯泰將軍馬路 → 氹仔大中華廣場 → 泉裕豪庭 → 澳門運動場 → 望德聖母灣馬路 → 澳門土木工程實驗室 → 機場圓形地 → 氹仔客運碼頭 → 澳門機場 → 科大醫院 → 科技大學 → 威尼斯人 → 銀河 → 澳門運動場 → 華寶花園 → 花城公園 → 百利寶花園 → 氹仔電訊 → 史伯泰將軍馬路 → 嘉樂庇總督大橋 → 亞馬喇前地 → 總統酒店 → 凱旋門酒店 |
| MT2 EV    | 城市日前地 ↺ 氹仔中央公園   | 城市日前地開出： 城市日前地 → 亞馬喇前地 → 嘉樂庇總督大橋 → 海洋花園 → 柯維納馬路 → 南新花園 → 美景花園 → 氹仔中央公園 → 濠景花園 → 賽馬會 → 柯維納馬路 → 海洋花園 → 嘉樂庇總督大橋 → 亞馬喇前地 → 總統酒店 → 凱旋門酒店 |
| MT3 EV    | 望廈 ↺ 望德聖母灣           | 望廈總站開出： 望廈總站 → 建華大廈 → 海濱花園 → 保利達花園 → 友誼大橋 → 海灣花園 → 湖畔公園 → 澳門運動場 → 望德聖母灣馬路 → 威尼斯人 → 銀河 → 澳門運動場 → 華寶花園 → 花城公園 → 湖畔大廈 → 海灣花園 → 友誼大橋 → 海上居 → 黑沙環衛生中心 → 高利亞海軍上將馬路 → 望廈總站 |
| MT5 EV    | 湖畔大廈 ↺ 皇朝             | 湖畔大廈開出： 湖畔大廈 → 百利寶花園 → 氹仔中央公園 → 星皓廣場 → 新濠鋒 → 嘉樂庇總督大橋 → 亞馬喇前地 → 城市日前地 → 宋玉生廣場 → 永利酒店 → 亞馬喇前地 → 嘉樂庇總督大橋 → 氹仔中央公園 → 濠景花園 → 南新花園 → 泉裕豪庭 → 湖畔大廈 |
| N2 EV     | 筷子基北灣 ↔ 氹仔客運碼頭   | 筷子基北灣開出： 筷子基北灣 → 青茂口岸 → 台山街市 → 提督馬路 → 高士德大馬路 → 松山隧道 → 羅理基 → 勵庭海景酒店 → 觀音像海濱休憩區 → 城市日前地 → 永利酒店 → 亞馬喇前地 → 南灣 → 澳門旅遊塔 → 西灣大橋 → 宋玉生博士圓形地 → 氹仔大中華廣場 → 氹仔中央公園 → 華寶花園 → 花城公園 → 湖畔大廈 → 氹仔嘉樂庇馬路 → 澳門土木工程實驗室 → 機場圓形地 → 氹仔客運碼頭 氹仔客運碼頭開出： 氹仔客運碼頭 → 澳門機場 → 科大醫院 → 澳門科技大學 → 大潭山一號 → 湖畔大廈 → 寶龍花園 → 海洋花園 → 西灣大橋 → 亞馬喇前地 → 葡京酒店 → 財神酒店 → 水坑尾 → 高士德大馬路 → 綠楊花園 → 筷子基北灣 |
| N3 EV     | 亞馬喇前地 ↺ 路環市區       | 亞馬喇前地開出： 亞馬喇前地 → 新馬路 → 司打口 → 下環 → 媽閣廟 → 西灣大橋 → 海洋花園 → 史伯泰將軍馬路 → 泉亮花圖 → 氹仔嘉樂庇馬路 → 新濠天地 → 倫敦人 → 蓮花路停車場 → 石排灣公屋群 → 石排灣郊野公園 → 路環市區 → 聯生圓形地總站 → 金峰南岸 → 石排灣公屋群 → 巴黎人 → 威尼斯人 → 氹仔嘉樂庇馬路 → 氹仔電訊 → 史伯泰將軍馬路 → 蘇利安圓形地 → 海洋花園 → 西灣大橋 → 西灣湖景大馬路 → 下環 → 司打口 → 新馬路 → 亞馬喇前地 |
| N3夏季 EV | 亞馬喇前地 ↺ 黑沙海灘       | 亞馬喇前地開出： 亞馬喇前地 → 新馬路 → 司打口 → 下環 → 媽閣 → 西灣大橋 → 海洋花園 → 史伯泰將軍馬路 → 泉亮花園 → 氹仔嘉樂庇馬路 → 新濠天地 → 倫敦人 → 蓮花路停車場 → 石排灣公屋群 → 石排灣郊野公園 → 路環市區 → 竹灣 → 黑沙海灘 → 竹灣 → 路環市區 → 聯生圓形地總站 → 金峰南岸 → 石排灣公屋群 → 路氹邊檢大樓 → 巴黎人 → 威尼斯人 → 氹仔嘉樂庇馬路 → 氹仔電訊 → 史伯泰將軍馬路 → 蘇利安圓形地 → 海洋花園 → 西灣大橋 → 西灣湖景大馬路 → 下環 → 司打口 → 新馬路 → 亞馬喇前地 |
| N5 EV     | 亞馬喇前地 ↺ 蝴蝶谷大馬路   | 亞馬喇前地開出： 亞馬喇前地 → 嘉樂庇總督大橋 → 蘇利安圓形地 → 海洋花園 → 柯維納馬路 → 南新花園 → 氹仔中央公園 → 泉亮花園 → 湖畔大廈 → 氹仔嘉樂庇馬路 → 澳門土木工程實驗室 → 機場圓形地 → 永利皇宮 → 葡京人 → 蓮花路 → 石排灣公屋群 → 蝴蝶谷大馬路總站 → 石排灣公屋群 → 蓮花路 → 澳門東亞運動會體育館 → 新濠天地 → 科大醫院 → 科技大學 → 氹仔嘉樂庇馬路 → 湖畔大廈 → 百利寶花園 → 賽馬會 → 氹仔海濱花園 → 海洋花園 → 嘉樂庇總督大橋 → 亞馬喇前地 |

### 離島區內線
| 路線     | 起訖點                      | 途經地點 |
| 35 EV    | 蘇利安圓形地 ↺ 澳門協和醫院 | 蘇利安圓形地開出： 蘇利安圓形地 → 海洋花園 → 宋玉生博士圓形地 → 氹仔大中華廣場 → 泉裕豪庭 → 湖畔大廈 → 湖畔公園 → 澳門運動場 → 望德聖母灣馬路 → 澳門土木工程實驗室 → 科技大學 → 駕考中心 → 機場大馬路 → 葡京人 → 路環發電廠 → 澳門協和醫院 → 上葡京 → 永利皇宮 → 新濠天地 → 望德聖母灣馬路 → 銀河 → 澳門運動場 → 星皓廣場 → 鴻發花園 → 菩提園 → 賽馬會 → 海洋花園 → 蘇利安圓形地   |
| 36 EV    | 蘇利安圓形地 ↺ 澳門機場     | 蘇利安圓形地開出： 蘇利安圓形地 → 海洋花園 → 賽馬會 → 氹仔中央公園 → 泉裕豪庭 → 湖畔大廈 → 海灣花園 → 北安大馬路 → 氹仔客運碼頭 → 澳門機場 → 科大醫院 → 科技大學 → 氹仔嘉樂庇馬路 → 湖畔大廈 → 氹仔中央公園 → 濠景花園 → 賽馬會 → 海洋花園 → 蘇利安圓形地 |
| 701X EV  | 澳門大學 ↺ 望德聖母灣       | 澳門大學總站開出： 澳門大學總站 → 橫琴澳方口岸 → 蓮花路 → 新濠影匯 → 巴黎人 → 美獅美高梅 → 澳門東亞運動會體育館 → 上葡京 → 新濠天地 → 望德聖母灣馬路 → 威尼斯人 → 金光會展 → 巴黎人 → 蓮花路停車場 → 橫琴澳方口岸 → 澳門大學總站 |
| 701XS EV | 澳門大學 ↺ 橫琴澳方口岸     | 澳門大學總站開出： 澳門大學總站 → 橫琴澳方口岸 → 澳門大學總站 |
| N6 EV    | 澳門大學 ↺ 科技大學         | 澳門大學總站開出： 澳門大學總站 → 澳大行政樓 → 澳大大學會堂 → 澳大圖書館 → 澳大研究生宿舍 → 橫琴澳方口岸 → 新濠影匯 → 百老匯 → 皇庭海景酒店 → 賽馬會 → 氹仔中央公園 → 泉亮花園 → 氹仔嘉樂庇馬路 → 科技大學 → 氹仔嘉樂庇馬路 → 百利寶花園 → 澳門運動場 → 銀河 → 巴黎人 → 蓮花路停車場 → 橫琴澳方口岸 → 澳大研究生宿舍 → 澳大大學展館 → 澳大大學會堂 → 澳大綜合體育館 → 澳門大學總站 |

### 節日或指定日子特別線
| 路線     | 起訖點                  | 途經地點 |
| 3BX EV   | 關閘 ↔ 亞馬喇前地       | |
| 3T EV    | 關閘 ↺ 殷皇子馬路       | 關閘總站開出： 關閘總站 → 亞馬喇前地 → 澳門廣場 → 關閘總站 |
| 12T EV   | 外港碼頭 ↺ 亞馬喇前地   | 外港碼頭開出： 外港碼頭 → 亞馬喇前地 → 外港碼頭 |
| 21AT EV  | 媽閣 ↺ 蓮花圓形地       | 媽閣交通樞紐開出： 媽閣交通樞紐 → 西灣湖景大馬路 → 下環 → 司打口 → 新馬路 → 亞馬喇前地 → 嘉樂庇總督大橋 → 史伯泰將軍馬路 → 泉澧花園 → 泉亮花園 → 氹仔嘉樂庇馬路 → 新濠天地 → 倫敦人 → 巴黎人花園 → 新濠影匯 → 巴黎人 → 氹仔嘉樂庇馬路 → 百利寶花園 → 氹仔電訊 → 史伯泰將軍馬路 → 嘉樂庇總督大橋 → 亞馬喇前地 → 司打口 → 下環 → 媽閣廟 → 媽閣交通樞紐 |
| 31T EV   | 外港碼頭 ↺ 綜藝館       | 外港碼頭開出： 外港碼頭 → 綜藝館 → 外港碼頭 |
| 101XS EV | 港珠澳大橋 ↺ 亞馬喇前地 | 港珠澳大橋邊檢大樓開出： 港珠澳大橋邊檢大樓 → 亞馬喇前地 → 澳門廣場 → 新馬路 → 十六浦 → 水上街市 → 提督馬路 → 巴波沙大馬路 → 港珠澳大橋邊檢大樓 |

## 包車路線

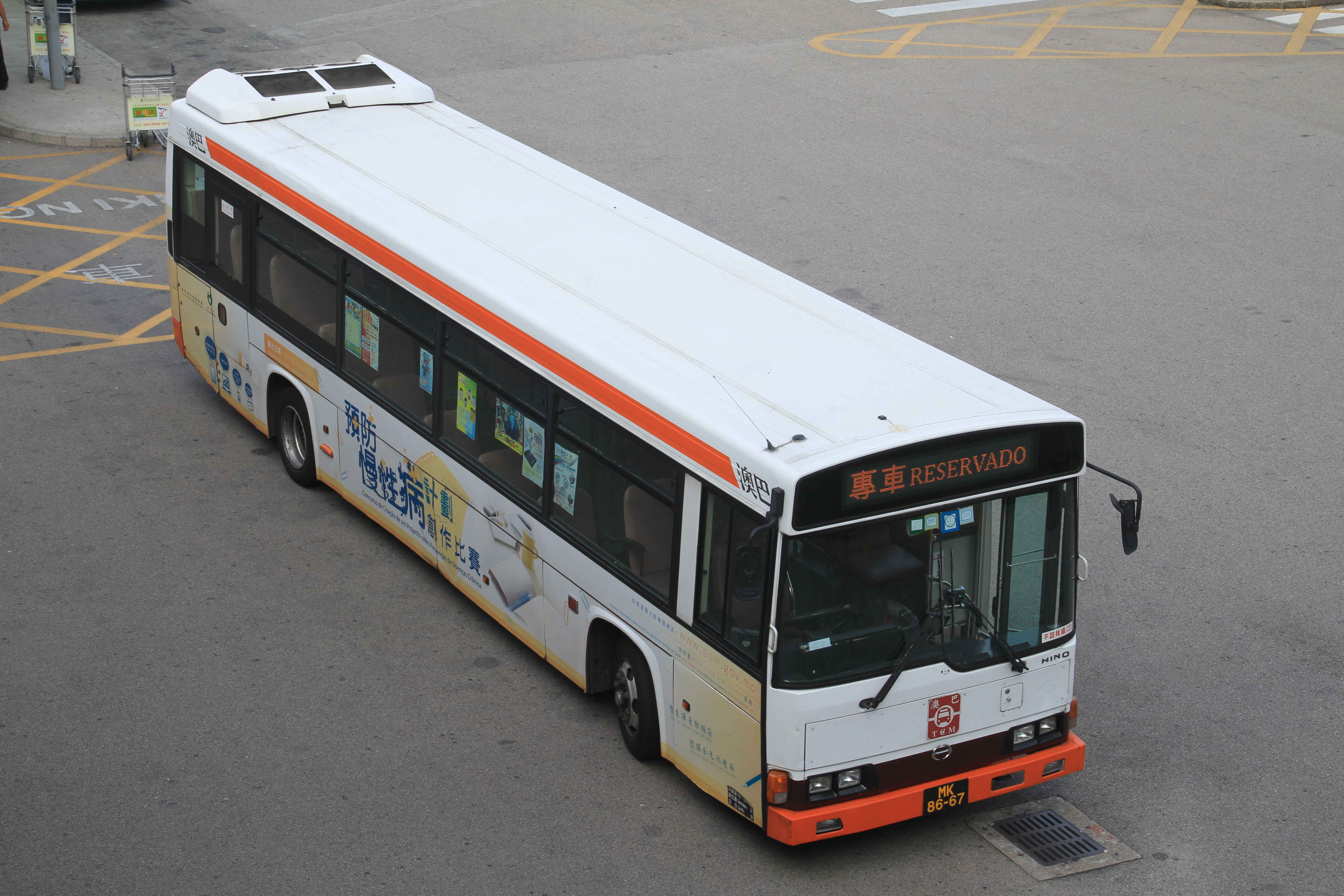
行駛於機場員工車的日野巴士

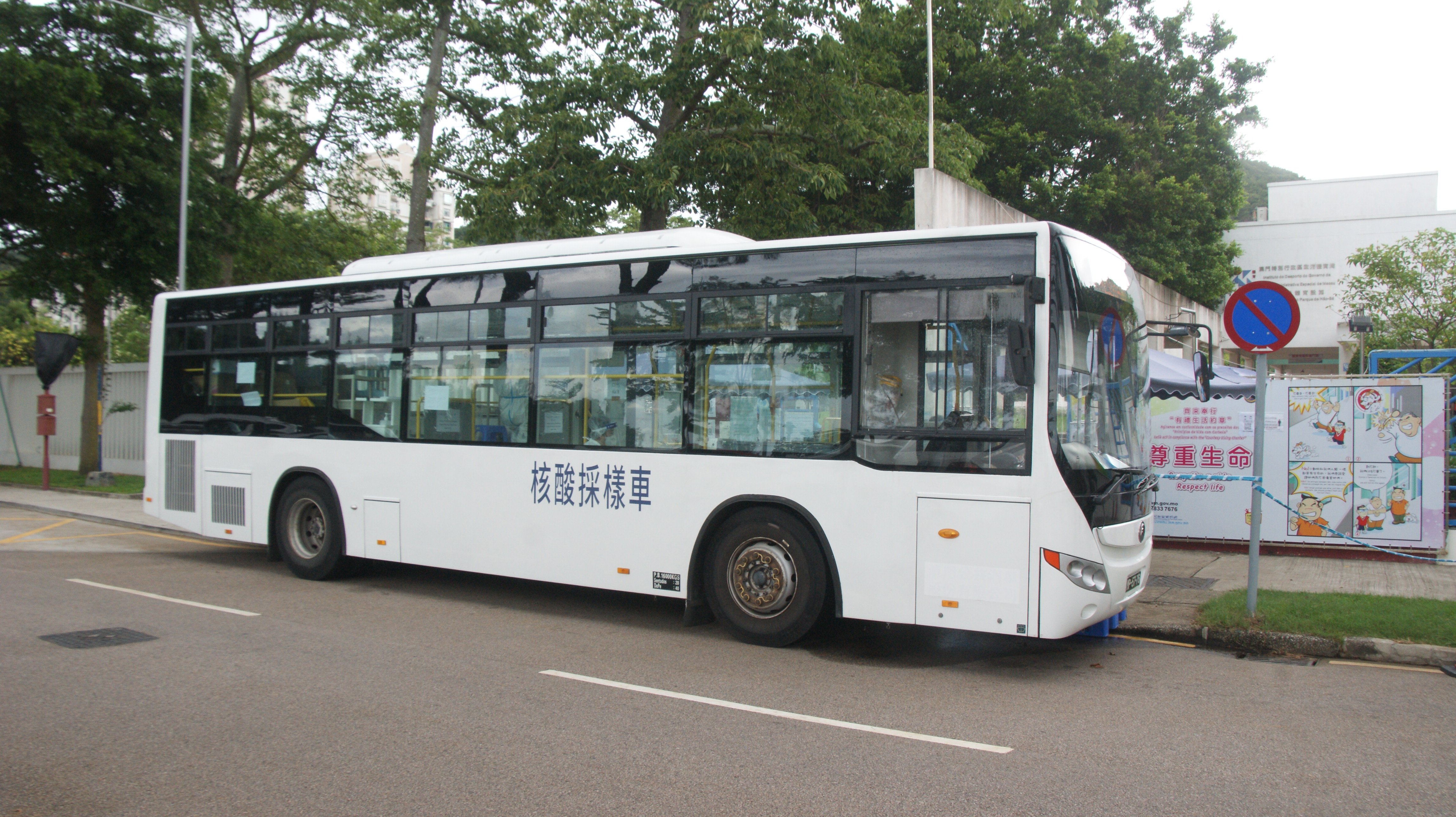
用作流動核酸採樣車的宇通大巴

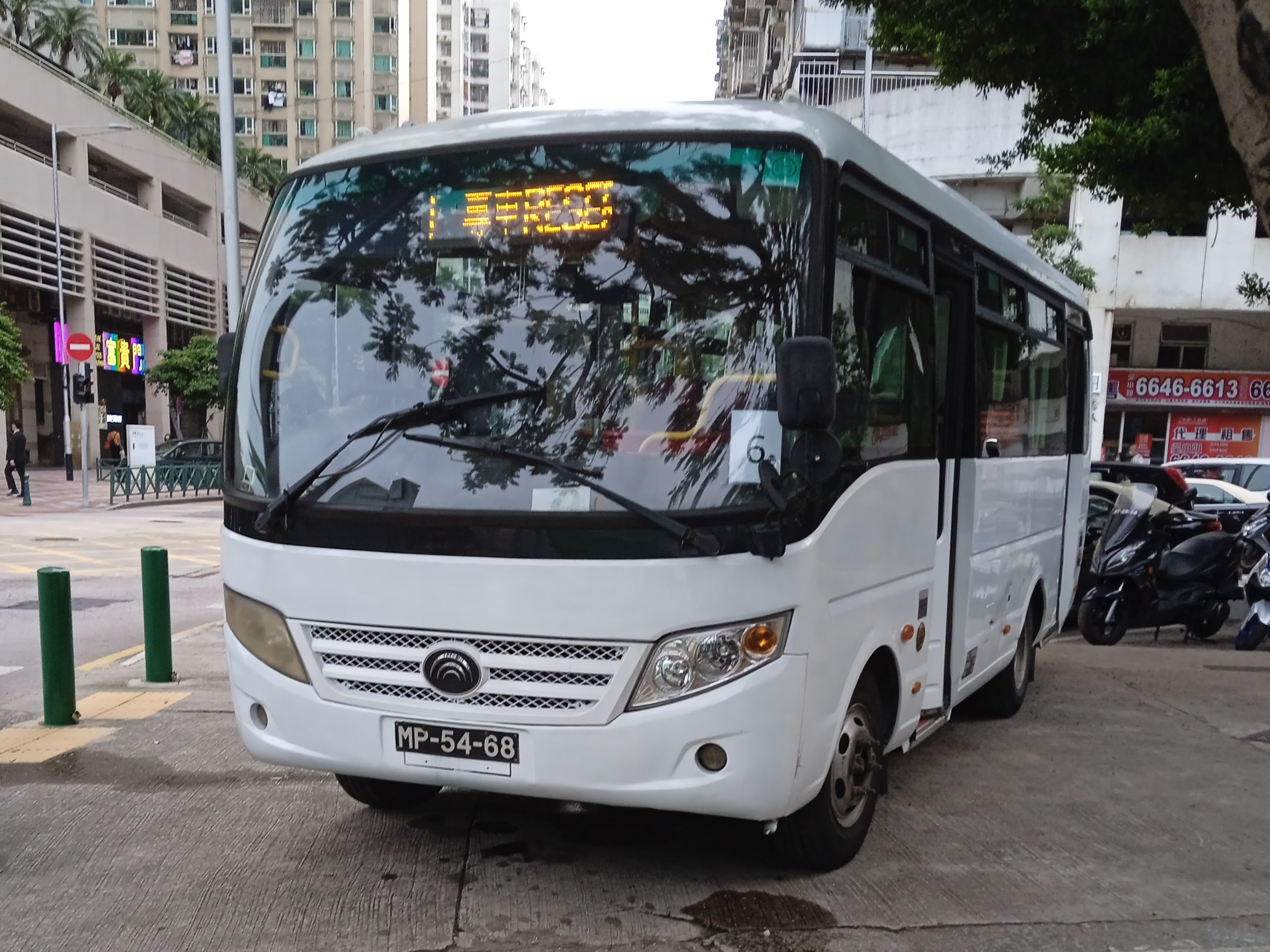
用作流動核酸採樣工作人員後勤車的宇通小巴

### 歷史
- 2011年或之前，澳巴的主要常規包車服務只有關閘-新馬路-機場員工車服務。2012年起，澳巴開始經營金沙集團常規員工車服務。

- 2020年3月起，受疫情影響，博彩企業員工巴士服務相繼改為使用發財巴車型。澳巴暫時退出營運。在此之前，曾行走下述路線︰

新濠鋒、新濠天地員工車接駁︰
A1、A2、R1、R2、NR1、NR2、NR3
新濠影匯員工車接駁︰
Q1、Q2、Q3、Q4、Q5、Q6、QR7
- 2021年起，澳巴所有非專營運服務車隊車身顏色轉為白色，以區分營運路線車隊。

### 常規包車路線
澳巴主要行走的包車路線有：
金沙、倫敦人、巴黎人及威尼斯人員工車接駁︰
M1-S、M1-S+M3-S、M2-S、M4、M4-S、M7-S、M8-C、N4C、N7C、S2A、S2B
銀河員工車接駁：
GM2
上葡京員工車接駁：
G1、G2、G1&G2、G3、G4
機場員工車接駁：
關閘-澳門機場
賭場專車（只在農曆新年、五一黃金周、十一黃金周服務）：
關閘-威尼斯人
關閘-回力-葡京-新葡京
港珠澳大橋澳門口岸-海立方-新葡京-海立方-港珠澳大橋澳門口岸
上葡京-橫琴澳方口岸

### 員工專車路線

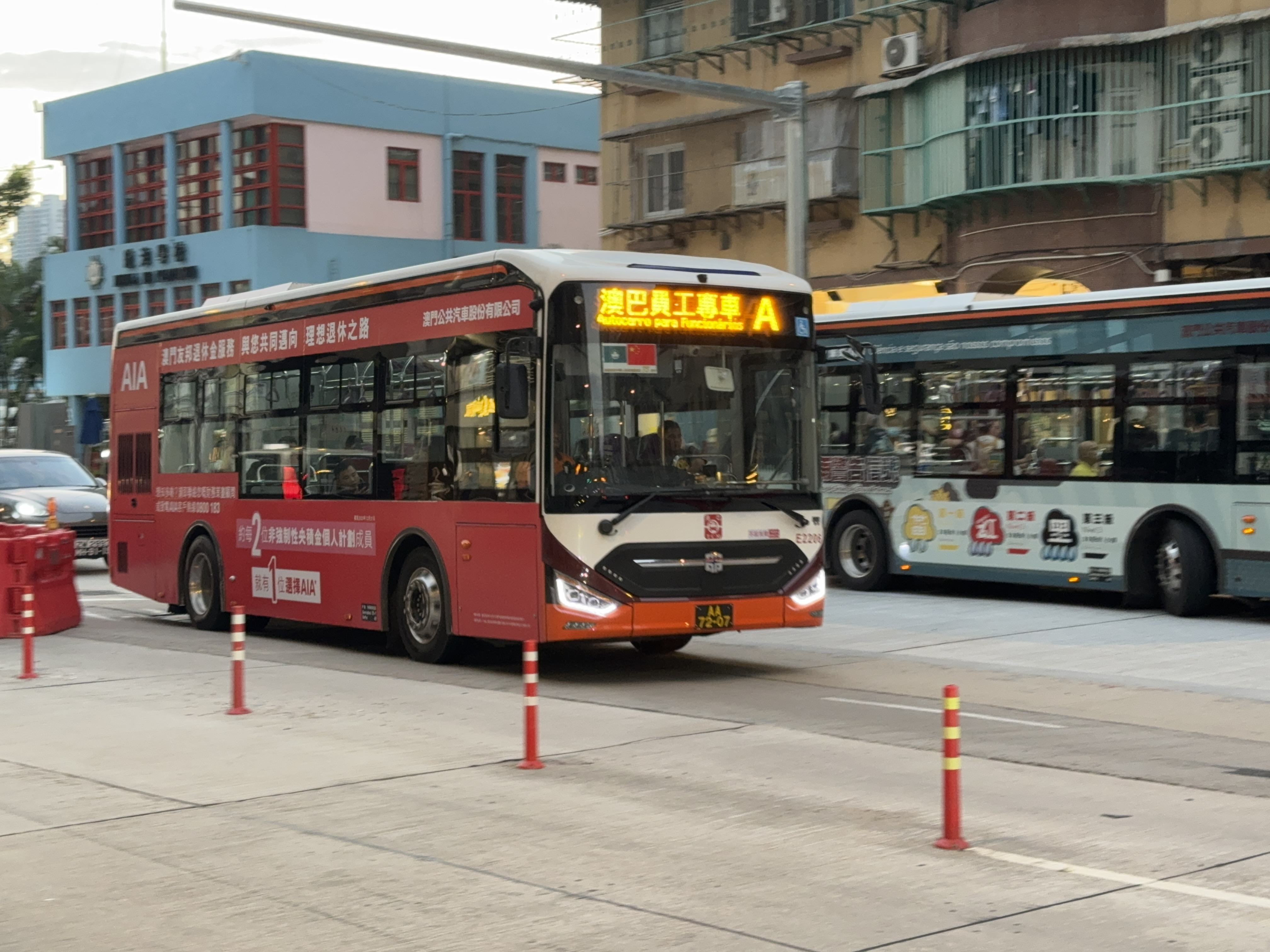
澳巴員工專線A

- 2022年7月起，澳巴重整員工專車，以A、B、C1、C2、D1、D2區分各區往返不同車廠。其中1字尾往車廠方向，2字尾由車廠開出，純字母為循環線。

## 現役營運公共巴士車隊
- 「新巴士營運模式」實行前，澳巴共有183輛營運巴士，其中51輛為大巴，58輛中巴及74輛小巴。而實行後，澳巴營運的巴士路線大幅減少，於是淘汰車齡大於7年的巴士，並同時引進新車取代舊車。
- 澳巴在2024年7月29日起，所有營運公共巴士車隊曾一度實現低地台及國產巴士。

- 截至2024年8月1日，澳巴共有544輛巴士作日常營運。低地台巴士比率佔98.1%。當中包括：
  - 小巴：56輛（10輛柴油+46輛增程電動）
  - 中巴：200輛（15輛柴油+185輛增程電動）
  - 大巴：288輛（50輛天然氣+238輛增程電動）

| 澳巴現役營運公共巴士車隊 | 澳巴現役營運公共巴士車隊 | 澳巴現役營運公共巴士車隊                                   | 澳巴現役營運公共巴士車隊 | 澳巴現役營運公共巴士車隊 | 澳巴現役營運公共巴士車隊                    | 澳巴現役營運公共巴士車隊 | 澳巴現役營運公共巴士車隊 | 澳巴現役營運公共巴士車隊                                                                            | 澳巴現役營運公共巴士車隊 |      |
| 圖片                     | 型號                     | 車隊編號                                                   | 總數                     | 現役量                   | 投入服務日期                                | 車輛長度                 | 載客量                   | 行駛路線                                                                                            | 備註 |      |
| 小巴                     | 小巴                     | 小巴                                                       | 小巴                     | 小巴                     | 小巴                                        | 小巴                     | 小巴                     | 小巴                                                                                                | 小巴 | 小巴 |
| ------------------------ | ------------------------ | ---------------------------------------------------------- | ------------------------ | ------------------------ | ------------------------------------------- | ------------------------ | ------------------------ | --------------------------------------------------------------------------------------------------- | --- | ---- |
|                          | 三菱Rosa                 | 1089-1098                                                  | 10                       | 10                       | 2016.7                                      | 7.73                     | 座位：20 企位：15 總：35 | 11加班車、22加班車                                                                                  | - 1089-1093原屬新時代巴士 - 全數已轉換車身顏色 - 現時澳巴車隊中唯一一批非中國製巴士 - 根據合同，全數車輛只能以加班車身份行駛往返舊大橋的路線 |      |
|                          | 中通LCK6759SHEVG EV      | 首批： E1154-E1196 次批： E1197-E1199                      | 46                       | 46                       | 首批： 2022.03 次批： 2024.03               | 7.59                     | 座位：15 企位：25 總：40 | 6A、18、28B、H1、H2                                                                                 | - 澳門首批低地台小巴，但不設輪椅設施 - 澳門首批增程式電動小巴 - 車尾設有尾窗 - 有別於新福利的增程式巴士，巴士開啟車門後不會自動熄火 - 前橋為獨立懸掛 - 配備高精度防夾趟門系統、自動駐車及自動側跪功能 - 配備EBS電子制動和防溜坡系統 - 全數車輛均設有動態報站系統 |      |
| 中巴                     |                          |                                                            |                          |                          |                                             |                          |                          | | |      |
|                          | 宇通ZK6986HG             | 2106-2120                                                  | 15                       | 15                       | 2021.1                                      | 9.77                     | 座位：23 企位：43 總：66 | 11                                                                                                  | - 引擎使用玉柴YC6A240-50，波箱使用Voith - 落車門首次採用內嵌式門設計 - 全數車輛設有側跪功能 - 澳巴車隊最後一批柴油巴士 - 全數車輛均設有動態報站系統 |      |
|                          | 中通LCK6980SHEVG EV      | 首批： E2121-E2190 次批： E2191-E2250 第三批： E2251-E2305 | 185                      | 185                      | 首批： 2022.2 次批： 2023.1 第三批： 2024.5 | 9.77                     | 座位：23 企位：40 總：63 | 2A、6B、8A、18A、18B、19、21A、22、28A、35、36、50、50B、52、60、71、71S、73、MT1、MT2、MT5、N5、N6 | - 澳巴首批增程式電動中巴 - 有別於新福利的增程式巴士，巴士開啟車門後不會自動熄火 - 前橋為獨立懸掛 - 全低地台、配備高精度防夾趟門系統、自動駐車及自動側跪功能 - 配備EBS電子制動和防溜坡系統 - 全數車輛均設有動態報站系統 |      |
| 大巴                     |                          |                                                            |                          |                          |                                             |                          |                          | | |      |
| 3系列                    |                          |                                                            |                          |                          |                                             |                          |                          | | |      |
|                          | 中通LCK6113SHEVG EV      | 首批： E3204-E3264 次批： E3333-E3430 第三批： E3431-E3438 | 167                      | 167                      | 首批： 2022.2 次批： 2023.1 第三批： 2024.3 | 11.35                    | 座位：26 企位：56 總：82 | 1、2、2AS、3A、3AX、7、8、10、12、30、30X、55、56、59、61、101X、103X、701X、N1A、N1B、N2、N3       | - 澳巴首批三門巴士 - 澳巴首批增程式電動大巴 - 有別於新福利的增程式巴士，巴士開啟車門後不會自動熄火 - 前橋為獨立懸掛 - 全低地台、配備高精度防夾趟門系統、自動駐車及自動側跪功能 - 配備EBS電子制動和防溜坡系統 - 因超出限重規定，被禁止行走嘉樂庇總督大橋 - 全數車輛均設有動態報站系統 |      |
|                          | 蘇州金龍KLQ6116GHEV EV   | 首批： E3265-E3290 次批： E3291-E3332 第三批： E3439-E3441 | 71                       | 71                       | 首批： 2022.4 次批： 2023.1 第三批： 2024.3 | 11.36                    | 座位：26 企位：55 總：81 | 10B、23、27、29、30、103X、MT3                                                                      | - 澳巴首批三門巴士 - 澳巴首批增程式電動大巴 - 與新福利所購入的幾乎一樣，但尾牌並沒有縮半 - 與新福利之款式一樣，巴士開啟車門後會自動熄火 - 為達到車廂尾部通道保持平坦，因此尾門設有樓梯 - 前橋為獨立懸掛 - 全低地台、配備高精度防夾趟門系統、自動駐車及自動側跪功能 - 配備EBS電子制動和防溜坡系統 - 因超出限重規定，被禁止行走嘉樂庇總督大橋 - 全數車輛均設有動態報站系統 - E3265報站顯示器位於車廂頂部 |      |
| 6系列                    |                          |                                                            |                          |                          |                                             |                          |                          | | |      |
|                          | 宇通ZK6128HNGE CNG       | 6026-6050                                                  | 25                       | 25                       | 2016.4                                      | 11.99                    | 座位：26 企位：57 總：83 | 1、3、3X、10                                                                                        | - 引擎使用玉柴YC6L280N-40，波箱使用Allison T310(R) - 車廂佈局與宇通ZK6128HGE一致 - 因超出限重規定，被禁止行走嘉樂庇總督大橋 |      |
|                          | 宇通ZK6125HNG CNG        | 6001-6025                                                  | 25                       | 25                       | 2018.8                                      | 11.99                    | 座位：26 企位：57 總：83 | 1、3、3X、10                                                                                        | - 引擎使用玉柴YC6L280N-52，波箱使用Allison T310(R) - 原屬新時代巴士 - 車廂佈局、外觀及車身與宇通ZK6128HNGE一樣 - 因超出限重規定，被禁止行走嘉樂庇總督大橋 - 全數已轉換車身顏色 |      |

## 非營運公共巴士車隊
|  | 宇通 ZK6118HGE   | 3002、3026、3050、3051、3053、3055、3058、3078、3081 | 9  | 9  | 2018.8     | 10.59 | 座位：28 企位：40 總：68 | - 原維澳蓮運巴士 - 所有頭牌顏色改為橙黃色。側牌、尾牌不變 - 車身顏色已轉換為純白色 - 3050曾於2022年6月改為核酸採樣車 - 2023年1月份全數退出營運車隊，並在12月份全數退役。 |
|  | 宇通 ZK6118HGE   | [ 註 7 ]                                             | 36 | 36 | 2015       | 10.84 | 座位：26 企位：49 總：75 | - 車身顏色已轉換為純白色 - 引擎使用玉柴YC6J245-42，波箱使用Allison T270(R) - 外型與2011年購買的ZK6118HGE相同 - 3088-3097原屬新時代巴士 - 3170-3174、3179、3181-3183、3187-3190於2017年10月底至2018年7月31日期間在新時代服役 - 3175-3178、3180、3184-3186於2017年10月底至2018年6月29日期間在新時代服役， - 2023年4月起，与步轉為非營運車隊，並於2024年10月底起全數退役 |
|  | 宇通ZK6115HG1    | 3098-3137                                            | 40 | 40 | 2017.10/11 | 10.84 | 座位：26 企位：44 總：70 | - 引擎使用玉柴YC6J245-42，波箱使用Allison T270(R) - 車頭採用鷹眼設計 - 原屬新時代巴士 - 全數已轉換車身顏色 - 3098-3123在2017年10月加入澳巴，其餘在2018年8月1日加入澳巴 - 2024年7月31日全數退出營運車輛，在10月起陸續轉為非營運車輛，車身顏色再改以白色 - 受舊大橋限重規定，2017年12月起，企位數由原來的44人減少一個至43人                                             |
|  | 宇通ZK6105HG     | 3138-3161                                            | 24 | 23 | 2018.8     | 10.84 | 座位：26 企位：44 總：70 | - 引擎使用玉柴YC6A240-50，波箱使用Allison T270(R) - 原屬新時代巴士 - 車頭採用鷹眼設計 - 車尾牌箱較闊，除了顯示路線號碼外，能同時顯示目的地、巴士運行狀態等資訊 - 全數已轉換車身顏色 - 受舊大橋限重規定，2018年起，企位數由原來的44人減少一個至43人 - 2024年7月31日全數退出營運車輛，在9月底起陸續轉為非營運車輛，車身顏色再改以白色                                   |
|  | 三菱 Rosa BE439F | ---                                                  | 2  | 2  | 2016       | 6.95  | 座位︰21                 | - 二手巴士 (其中一部為原新時代巴士) - D1牌手動波訓練巴士 - 車身顏色已改為澳巴色 - 2020年後期已停駛。 |

## 已退役車隊
| 澳巴退役車隊                 | 澳巴退役車隊                            | 澳巴退役車隊                                         | 澳巴退役車隊 | 澳巴退役車隊                                       | 澳巴退役車隊                  | 澳巴退役車隊  | 澳巴退役車隊                                         | 澳巴退役車隊 |
| 圖片                         | 型號                                    | 車隊編號                                             | 總數         | 服務年份                                           | 退役年份                      | 車長          | 載客量                                               | 備註 |
| 小巴                         | 小巴                                    | 小巴                                                 | 小巴         | 小巴                                               | 小巴                          | 小巴          | 小巴                                                 | 小巴 |
| ---------------------------- | --------------------------------------- | ---------------------------------------------------- | ------------ | -------------------------------------------------- | ----------------------------- | ------------- | ---------------------------------------------------- | --- |
|                              | 日本 日產Civilian L.B.H.R.STD           | K01-K103 舊編號： S01-S89                            | 104          | 1987-1990                                          | - 1994 - 2003-2006.8 - 2011.8 | - 6.22 - 6.94 | - 座位：22 企位：11 總：33 - 座位：22 企位：8 總：30 | - K01-K12初期不設空調系統，後來才加設 - K01-K53（包括S43）在1987-1989出廠，太平門設於右邊車身近車尾位置 - K54-K103在1990年出廠，太平門設於車尾位置 - K02率先在2003年退役，其餘陸續在2004-2006年退役 - 俗稱「實力仔」 - K01退役後於2005年8月至12月停放於媽閣巴士總站作為員工休息室 - 2006年8月22日起被政府勒令停駛 - K72、K80、K85、K87及K98退役後被改為司機培訓車 - 全數在2006年至2018年2月拆毁                                                                                 |
|                              | 日本 豐田Coaster                        | K104-K153                                            | 50           | - 1994 - 1997                                      | 2009-2011.8                   | 6.99          | 座位：22 企位：13 總：35                             | - K119-K123設有行李架後座位數目減至18個，以行駛AP1路線 - K104-K123在1994年投入服務 - K124-K153在1997年投入服務 - 在2008年至2018年2月進行拆解 |
|                              | 日本 日野 · Liésse · KK-RX4JFKA         | ---                                                  | 20           | 2000                                               | 2011.8                        | 6.99          | 座位：16 企位：22 總：38                             | - 全數在2018年2月進行拆解 |
|                              | 日本 日野Liésse · KK-RX4JFEA            | ---                                                  | 18           | - 2003.7 - 2004.6                                  | 2006-2016                     | 7.04          | 座位：16 企位：21 總：37                             | - MJ-44-76 在2006年8月12日涉及松山隧道口交通意外，後直接退役。另外，其中一部MK車牌開頭巴士於2011年7月份退役 - 此批車曾於2011年8月首周及2015年11月至2016年3月份停駛 - MJ-44-78、MK-16-17、MK-16-20、MK-16-25在3月尾至4月份復出行駛，最後一部行駛於6A路線的MK-16-20於2016年7月份退役 - 在2018年2月進行拆解 |
|                              | 中国 五洲龍FDG6751G                     | 1099-1153                                            | 55           | 2011.7                                             | 2022.6                        | 7.85          | 座位：19 企位：15 總：34                             | - 澳門首批達到歐盟四型排放標準的小巴 - 底盤由江淮HFC6782KYGF製造 - 引擎使用玉柴YC4E160-42，波箱使用Allison T1000 - 全數於2022年9月至10月進行拆解 |
|                              | 中国 宇通ZK6770HG                       | 1001-1088                                            | 88           | 2018.8                                             | 2021-2022.11                  | 7.035         | 座位：17 企位：18 總：35                             | - 原屬維澳蓮運巴士 - 俗稱「村村通」 - 所有頭牌顏色改為橙黃色。側牌、尾牌不變 - 引擎使用玉柴 YC4FA130-30，波箱使用Allison T1000 - 1049及1082在2019年轉換為澳巴標準色彩，改為單門設計，用作D1自動波訓練巴士，座位及載各數均統一調整為20個，於2020年底退出培訓 - 1002、1005、1007、1014、1016、1027、1034、1073、1086在2022年6月底退役後，於2022年7月-12月期間停放於核酸採樣巴士旁，作為醫護人員流動休息室，車身顏色轉為白色 - 全數於2022年1月至10月、2023年2月及2025年5月進行拆解 |
| 中巴                         |                                         |                                                      |              |                                                    |                               |               |                                                      | |
|                              | 日本/ 英屬香港 大發Delta DV26L          | L15-L16                                              | 2            | 1977                                               | 1989-1990                     | 7.3           | 25                                                   | - 配香港黃明車身，單門設計 - 此批車不設有空調系統 - 全數在1991年進行拆解 |
|                              | 英国 / 英屬香港 百福 · VAS5             | L09-L10                                              | 2            | 1978                                               | 1993-1994                     | 7.9           | 35                                                   | - 配香港黃明車身，單門設計 - 此批車不設有空調系統 - 全數在1994年進行拆解 |
|                              | 日本 日野Rainbow · KK-HR1JKEE           | ---                                                  | 16           | 2003                                               | 2011.8-2015                   | 8.99          | 座位：21 企位：32 總：53                             | - 2011年8月1日至11月份期間曾一度停駛，當中只有六部經翻新後作金沙城員工車包車用途 - 部份於2018年2月進行拆解 |
|                              | 中国 五洲龍FDG6920G                     | ---                                                  | 2            | 2005                                               | 2017.9                        | 9.22          | 座位：24 企位：27 總：51                             | - 新西蘭Designline授權車身設計 - 底盤由一汽客車製造 - 俗稱「子彈頭」 - 採用梗窗設計 - 原使用紅色電牌，後改用後橙色電牌 - 曾於2013年8月至2015年8月份停駛 - 全數在2017年9月份退役，並在2018年2月進行拆解 |
|                              | 中国 五洲龍FDG6920BG                    | [ 註 16 ]                                            | 42           | 2006.9                                             | 2017.9-2020.7                 | 9.25          | 座位：24 企位：27 總：51                             | - 底盤由一汽客車製造 - 早期使用紅色電牌，2011年8月起改用橙色電牌 - 2013年-2016年陸續只作包車用途。但曾在2017年8月底短暫復出行駛營運路線 - 大部分在2017年9月退役後，並在2018年2月進行拆解 - 餘下4部用作員工巴士的車輛及1部教練車，車門改為單門設計，在2020年7月退役 |
|                              | 中国 宇通ZK6902HG                       | 2001-2070                                            | 70           | 2018.8                                             | 2022-2023.2                   | 9.586         | 座位：26 企位：40 總：66                             | - 原屬維澳蓮運巴士 - 所有頭牌顏色改為橙黃色。側牌、尾牌不變 - 引擎使用玉柴 YC6J220-30，波箱使用Voith DIWA 851.3E - 全數已加裝電牌控制器，並使用海信報站系統 - 除2035維持綠色車身外，其他車輛已轉換車身顏色 - 部份於2022年10月起進行拆解 - 2001改裝為D2牌自動波訓練巴士，車門改以單門設計，座位及總載客數均統一為28個，車身顏色改為澳巴色彩 - 2004、2007、2015、2034、2036、2050、2061於2022年7月改為核酸採樣車，車身顏色已改為純白色 ，後於2023年2月起進行拆解                  |
|                              | 中国 五洲龍FDG6951G                     | 2071-2105                                            | 35           | 2013                                               | 2022-2023.2                   | 9.54          | 座位：21 企位：31 總：52                             | - 澳巴首批達到歐盟五型排放標準的巴士 - 底盤由東風EQ6951製造 - 引擎使用康明斯 ISB6.7E5-225B，波箱使用Allison T270(R) - 部份於2022年10月起進行拆解 |
| 大巴                         |                                         |                                                      |              |                                                    |                               |               |                                                      | |
|                              | 英国 / 英屬香港 百福NJMZBZ0 SB5         | H01-H04 舊編號：L01-L08、L11-L14                     | 12           | - 1974-1975 - 1980                                 | 1991-1996                     | - 9.14 - 9.2  | 座位：37 企位：17 總：54 座位：30 企位：22 總：52    | - 黃明車身，單門設計 - M-84-71、M-84-24兩部先後牽涉澳氹大橋的兩車相撞起火及汽車司機頭部被削去一半的嚴重車禍，在1987年改裝為聯誠車身，並改以雙門設計 - H01-H04為司機培訓車，2006年全數停用後至2011年被拆毀 - L01-L02初期不設空調設備，後來才加設。 - 在1991年至2011年進行拆解 |
|                              | 巴西/ 英屬香港 平治OF1313               | H05-H10 舊編號：L17-L22                              | 6            | 1987                                               | 2006                          | 10.205        | 座位：43 企位：28 總：71                             | - 配香港聯誠車身 - 底盤在巴西生產 - 全數於2008年進行拆解 |
|                              | 日本/ 英屬香港 日產柴油（UD） · CB12LXR | H11-H18 舊編號：L23-L30                              | 8            | 1989                                               | 2006-2011.8                   | 10.032        | 座位：41 企位：31 總：72                             | - 配香港聯誠車身 - 2006年8月被政府勒令停駛，但在2009年5月再次投入服務 - H13、H15、H16及H18退役後被改為司機培訓車 - 全數在2018年2月進行拆解 |
|                              | 巴西/ 英屬香港 平治OH1318               | H19-H22                                              | 4            | 1995                                               | 2011.8                        | 10.51         | 座位：44 企位：27 總：71                             | - 配香港聯誠車身 - 底盤在巴西生產 - 全數在2018年2月進行拆解 |
|                              | 日本 日野 · RK1MMKA                     | H23-H28                                              | 6            | 1996                                               | 2011.8                        | 10.24         | 座位：43 企位：23 總：66                             | - 配香港聯誠車身 - 底盤由臺灣國瑞汽車觀音廠生產 - 全數在2018年2月進行拆解 |
|                              | 日本 日野Blue Ribbon · KC-HT2MLCL       | H29-H38                                              | 10           | 1997                                               | 2011.8                        | 10.28         | 座位：29 企位：43 總：71                             | - 全數在2018年2月進行拆解 |
|                              | 日本 日野 · Rainbow · PK-HR7JPAE        | A 22 14                                              | 10           | 2005                                               | 2014-2017                     | 10.49         | 座位：26 企位：39 總：65                             | - 澳巴以至澳門最後一批非中國製大巴 - MK-87-01、MK-87-23於2014年9月份退役 - 2015年1月1日起只用作包車用途 - 早期使用布牌，2011年8月起更換為橙色電牌 - 部分巴士拆除兩個座椅，用作增設輪椅設施 - 全數在2017年9月份退役 |
|                              | 中国 五洲龍FDG6110G                     | A 22 16                                              | 1            | 2005                                               | 2019.03                       | 11.08         | 座位：35 企位：33 總：68                             | - 底盤由陝汽歐舒特製造 - 採用梗窗設計 - 原使用紅色電牌，後改用後橙色電牌 - 2015年起只作包車或蓮花口岸專線用途 |
|                              | 中国 五洲龍FDG6110HEVG                  | ---                                                  | 2            | 2006.2                                             | 2011.8                        | 11.08         | 座位：35 企位：33 總：68                             | - 澳門首批混合動力巴士 - 底盤由陝汽歐舒特製造 - 採用梗窗設計 - 全數在2018年2月進行拆解 |
|                              | 中国 五洲龍FDG6121GC3                   | A 22 03、 A 22 05、A 22 07、A 22 08、A 22 11-A 22 13 | 11           | - 2007 - 2009                                      | 2020-2021                     | 11.6          | 座位：39 企位：40 總：79                             | - 車身顏色已轉換為純白色 - MM-71-36於2020年2月退役，MO-15-62於2020年7月退役 - 首6部使用紅色電牌，後5部使用橙色電牌 - 全數於2022年10月進行拆解 |
|                              | 中国 五洲龍FDG6101G                     | 3196-3203                                            | 8            | 2011.8                                             | - 2022.3 - 2022.8             | 10.62         | 座位：27 企位：33 總：60                             | - 車身顏色已轉換為純白色 - 澳門首批歐盟四型環保引擎巴士 - 3196、3200分別於2022年6月、7月改為核酸採樣車，並服務至8月，車身顏色已改為純白色 - 全數於2022年10月進行拆解 |
|                              | 中国 宇通ZK6118HGE                      | 3001-3087                                            | 87           | 2011.8                                             | 2022-2023.2                   | 10.59         | 座位：28 企位：40 總：68                             | - 原屬維澳蓮運巴士 - 所有頭牌顏色改為橙黃色。側牌、尾牌不變 - 引擎使用玉柴 YC6J245-30，波箱使用Voith DIWA 851.3E - 部分巴士仍保留綠色車身 - 全數已加裝電牌控制器，並使用海信報站系統及新款澳門通機 - 部份於2022年10月起進行拆解 |
|                              | 中国 五洲龍 · FDG6101CNG                | 6051-6069                                            | 20           | 2013                                               | 2022.4                        | 10.62         | 座位：23 企位：37 總：60                             | - 澳門首批天然氣巴士 - 首部天然氣巴士在2015年10月發生自燃後退役，並在2021年5月完成拆解 - 底盤由東風EQ6101HN4AC製造 - 引擎使用玉柴YC6J230N-40，波箱使用Allison T270(R) - 外型與佈局與2011年購入的FDG6101G相同 - 最後一部營運巴士已於2022年4月30日早上退出營運，並在6月中被拖至路氹東廢車存放場放置 - 全數於2022年10月進行拆解 |
|                              | 宇通ZK6128HGE                           | 首批： 5001-5025 次批： 5026-5038                    | 50           | \| 首批： 2014.12 [註 23] 次批： 2018.8 [註 24] \| | 2022.8-2024.4                 | 11.99         | 座位：26 企位：58 總：84                             | - 引擎使用玉柴YC6L280-42，波箱使用Allison T310(R) - 5001-5045原屬新時代巴士 - 5026-5045為第二批次巴士，駕駛區域增設玻璃圍門 - 全數已轉換車身顏色 - 5046-5050曾於2017年10月底至2018年7月31日在新時代服役 - 因超出限重規定，被禁止行走嘉樂庇總督大橋 |
|                              | 廈門金旅XML6105J15 A/T                  | 3162-3169                                            | 8            | 8                                                  | 2024.7                        | 10.84         | 座位：28 企位：44 總：72                             | - 引擎使用玉柴YC6A240-50，波箱使用Allison T270(R) - 原屬新時代巴士 - 全數已轉換車身顏色 - 3164加裝動態報站系統 - 受舊大橋限重規定，2018年起，企位數由原來的44人減少一個至43人 - 全數於2025年5月進行拆解 |
| 首批： 2014.12 次批： 2018.8 |                                         |                                                      |              |                                                    |                               |               |                                                      | |

## 測試車隊
|  | 中国 五洲龍 · FDG6113EVG | 純電動大巴           | 1 | 2013    | 2018 | 11.49  | 座位︰27 企位︰12 總︰39 | - 澳門首部純電動巴士 - 2012年3月份出廠，由澳門政府向五洲龍廠家租用再交由澳巴營運。曾行駛E01、E02、E03、金沙城中心員工巴士M8C路線 - 採用梗窗設計 - 2017年8月曾發生交通意外，而在待維修期間受天鴿風災吹襲受損而退役 - 2018年正式退回五洲龍車廠 |
|  | AVASS BNE6125TBEV        | 純電動大巴           | 1 | 2016    | 2018 | 12.485 | 座位：50 企位：0 總︰50  | - 採用澳洲當地巴士標準設計，其電池及組件則是於中國浙江湖州製造。由澳巴派出人員進行實地測試 |
|  | 中国 百路佳JXK6110BQ5R   | 低地台大巴           | 1 | 2018    | 2020 | 10.7   | 座位︰32 企位：未公佈    | - 百路佳廠家在2018年底為澳巴訂製的巴士，車身披上澳巴色彩，曾在車身刻有「澳巴」公司名稱。巴士可在舊大橋行駛，後由澳巴進行測試。 |
|  | 中国 廣通GTQ6750SHEVB30  | 增程式電動低地台小巴 | 1 | 2021.01 | 2021 | 7.5    | 座位：17 企位：20 總︰37 | - 巴士可行走十月初五街轉沙欄仔街彎。由澳巴派出人員進行實地測試。2021年5月轉往新福利測試。 |
|  | 中国 廣通GTQ6111SHEVBT30 | 增程式電動低地台大巴 | 1 | 2021.01 | 2021 | 10.5   | 座位：22 企位：46 總︰68 | - 巴士可行走舊大橋。由澳巴派出人員進行實地測試。原屬新福利測試車輛，2021年5月交予澳巴測試。 |

## 車隊編號制度
澳巴車隊曾經出現數代不同的車隊編號，其間所牽涉的車輛亦有不同。現時一般站長及司機都習慣以巴士車牌中的四位數字作辨識。

### 第一代車隊編號
澳巴第一代車隊編號出現於1990年，當時車隊編號只以L（Large／大型）及S（Small／小型）大致分別巴士種類，亦沒有硬性規定帶有車隊編號的巴士必須於車身上印上所屬編號。其中L車隊中包括當時澳巴車隊中所有中型及大型巴士車款，共分為L01-L30；而S車隊則全數為「日產」Civilian小巴，共分為S01-S89（澳巴Civilian小巴共有104輛，位於隊末的14輛因為在設立車隊編號之時尚未投入服務，故不帶有車隊編號）。第一代車隊編號最後於第二代車隊編號設立時取消。

### 第二代車隊編號
澳巴第二代車隊編號出現於1997年，此次車隊編號改以用意不明的H及K分別大小巴士種類。H車隊中同樣包括當時澳巴車隊中所有中型及大型巴士車款，共分為H01-H38；K車隊中則包括澳巴當時所有服役中的「日產」Civilian及「豐田」Coaster小巴，共分為K01-K153。2000年投入營運的巴士不獲編號，第二代車隊編號最後於2011年「新巴士營運模式」實行時全面取消。

### 第三代車隊編號
澳巴第三代車隊編號出現於2011年8月1日「新巴士營運模式」實行後，在9月份起正式推出。此次編號不再以巴士類型分別，而改以路線類型分別，共分為A、B、C三類，其中A為適合大巴行駛的路線，適合中巴行駛的路線為B，小巴路線則為C。同時於部分巴士貼上該車的指定行駛路線及行車次序（澳門業內稱為「車位」，以01起類推）。故此編號實為「車位編號」，但2011年8月2日後投入營運的巴士不獲編號，後來澳巴亦不再硬性規定按此編號派車，部分曾貼上編號的巴士亦於翻新時將編號移除。曾貼上第三代編號的巴士已經在2022年6月後全面退役。
示範：
（A／B／C）（路線）（編號）
| 車型 | 路線 | 車位編號                                             |
| ---- | ---- | ---------------------------------------------------- |
| A    | 22   | 01、02、03、04、05、06、07、08 、11、12、13、14 、16 |
| A    | MT3  | 01、02、03、04                                       |
| B    | 2    | 01、03、04、07、11、13                               |
| B    | 2A   | 01、03、04、05、06、07                               |
| B    | 12   | 01、02、03、04、05、06、08 、09、11、12、13、14      |
| C    | 6    | 01、02、03、04、05、06、07、08 、09、10              |
| C    | 7    | 01、02、03、04、05、06、07、08 、09、10、11、12、13  |
| C    | 7A   | 01、02、03、04、05、06、07、08                       |
| C    | 18A  | 01、02、03、04、05、06、07、08                       |
| C    | 19   | 01、02、03、04、05、06、07、08 、09、10              |
| C    | N3   | 01、02                                               |

### 第四代車隊編號

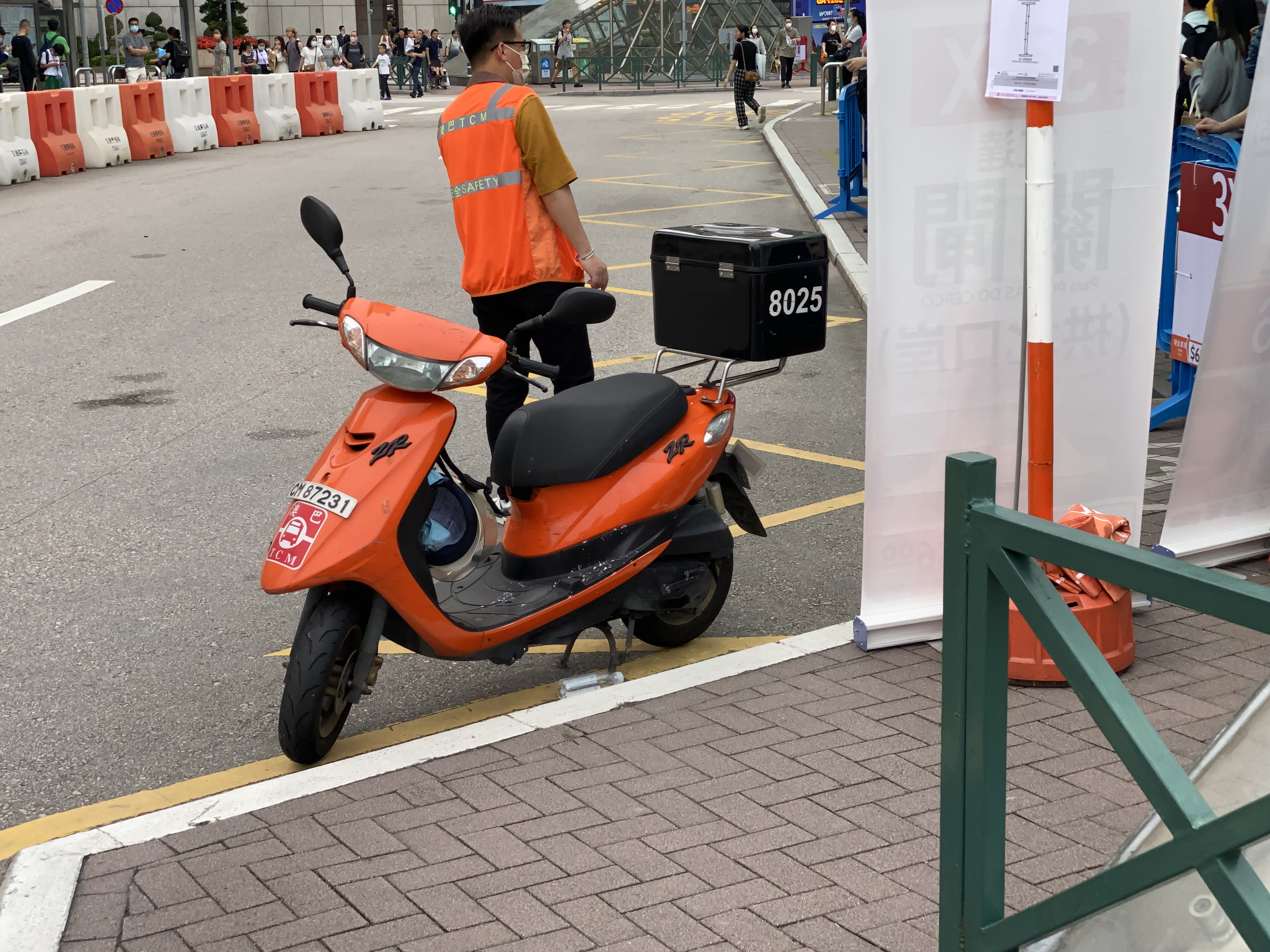
用於後勤用途的電單車，車隊編號以8開頭定編

澳巴第四代車隊編號出現於2018年8月，此次車隊編號將沿用原維澳蓮運／新時代車隊編號形式，只為獲正式車牌的營運車隊張貼車隊編號。
隨著澳巴引進增程型電動巴士，為區分柴油巴士，2022年2月起新增E開頭車隊編號。
| 編號開頭 | 數字組成 | 代表           | 車輛長度／類型         | 序號                   | 服役年份  |
| -------- | -------- | -------------- | ---------------------- | ---------------------- | --------- |
| (E)1     | ×××      | （增程式）小巴 | 7.0-8.9米              | 1001-1153、E1154-E1199 | 2018-     |
| (E)2     | ×××      | （增程式）中巴 | 9.0-10.4米             | 2001-2120、E2121-E2305 | 2018-     |
| (E)3     | ×××      | （增程式）大巴 | 10.5-11.4米            | 3001-3203、E3204-E3441 | 2018-     |
| 5        | 0××      | 大巴           | 11.5-12米              | 5001-5050              | 2018-2024 |
| 6        | 0××      | 天然氣大巴     | 10.5-12米              | 6001-6069              | 2018-     |
| 8        | 0××      | 後勤車隊       | 部分工程車、執勤電單車 | 8001-8030              | 2018-     |

## 爭議

### 新巴士營運模式實行前

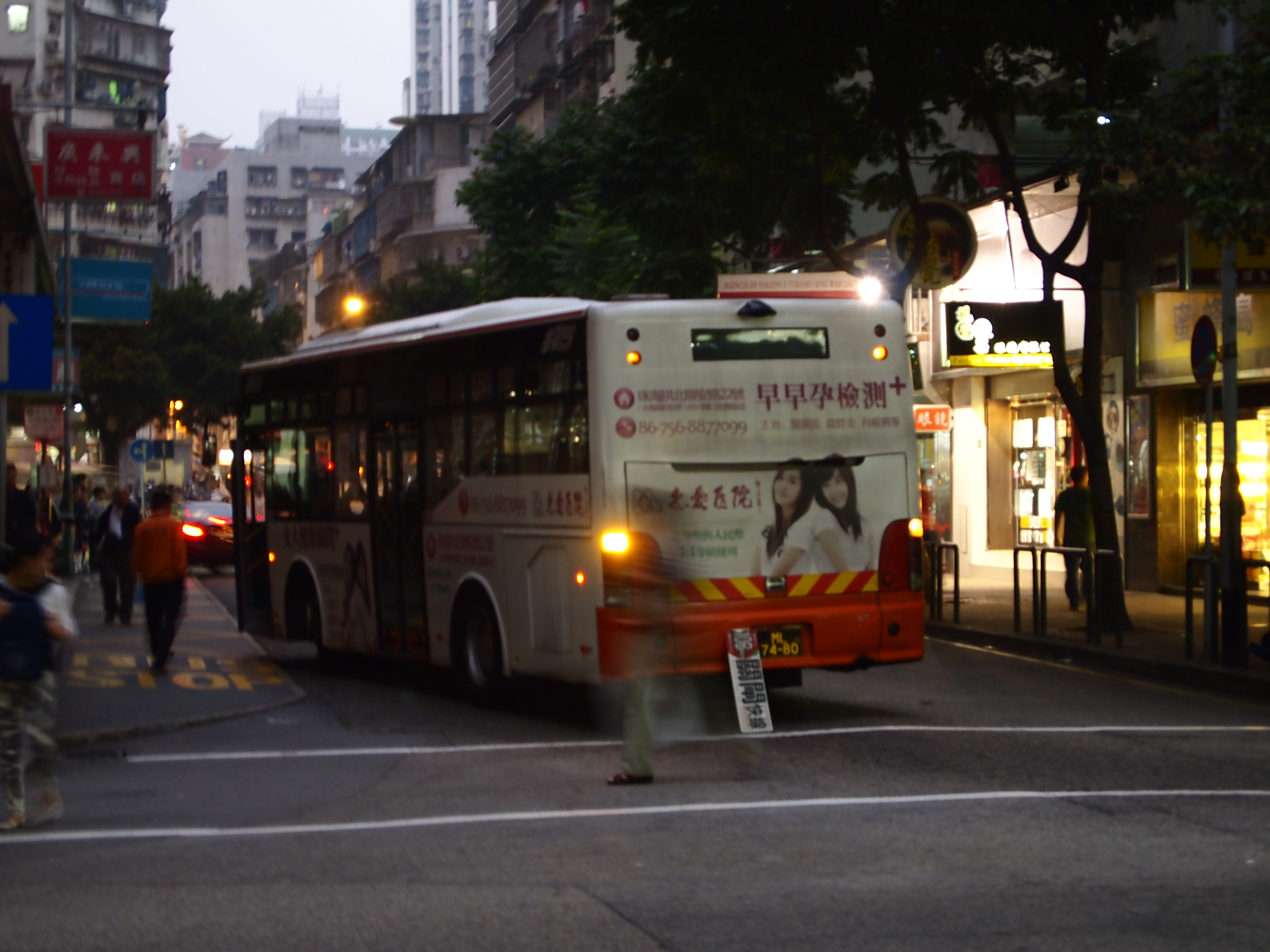
2010年11月22日17:52分，一部發生交通意外的澳巴10B路線

#### 2011年前整體服務
- 2011年前，澳巴是澳門的專營巴士公司之一，但其服務一直備受批評，服務質素低劣，亦捨棄停駛舊巴士的諾言，與另一家專營巴士公司（即新福利）形成強烈對比，更被謔稱「兩個爛蘋果中最爛的那個」[32]。澳門坊間、甚至澳巴員工本身對澳巴經營的服務都有怨言。在澳巴合約期接近屆滿之時，坊間及報章社論更認為，即使澳巴想繼續經營公共巴士，政府也不應該再與它續約，因為它的服務質量、服務態度均不能令人接受。但自從新巴士模式後，澳巴董事總經理方立群表示，澳巴的交通事故下降了17.9%，唯服務投訴卻增加3.2%，不過由於維澳蓮運的服務比澳巴更差劣，以及澳巴的服務有所改善，因此市民對澳巴的批評亦減少。[33][34] [35]

#### 旗下巴士殘舊，意外多
- 2006年8月份，澳巴在9天內內連續發生4宗嚴重交通事故，導致超過50人受傷，其中5人重傷，當時居民、傳媒批評澳巴巴士殘舊是引發意外的主因，最終澳門政府土地工務運輸局下令澳巴停駛46部逾12年車齡的舊巴士，涉及車輛佔該公司車隊總數四分一。[36]即使澳巴停駛舊巴士，但亦無法挽回澳門市民的信心，在停駛舊巴士後的首天，很多居民在接受澳門各媒體採訪時，均表示會轉乘另一間巴士公司（新福利）的巴士；而即使有新巴士投入使用，在關閘總站內澳巴一側的候車處明顯冷清，只有寥寥數人等候。有住址附近只有澳巴服務的居民批評，明知澳巴危險都別無他選，相當無奈，更表示每次乘搭澳巴均感到害怕，擔心遇到意外，希望政府可增加新福利的服務予她作出選擇[37]。網上亦有大量網民對澳巴整體形象感到不滿，更指「坐澳巴車感覺車就散」[38]；另外，香港蘋果日報都曾報道，指澳巴雖然更換新型大巴「五洲龍」取代車齡大停駛的「日產」小巴，但新大巴行車時的噪音，比舊的「日產」小巴還要厲害[39]。翌年2月9日，該款新型大巴「五洲龍」更在在關閘廣場地下巴士總站著火焚燒並爆炸。[40]

- 澳巴停駛舊巴士後意外雖然減少，但在2009年，澳巴又恢復使用車齡達20年的「日產柴油」巴士，行駛10、10X、MT3等路線，由於此批車應在2006年時被政府要求停駛，傳媒及坊間批評該公司捨棄諾言，將舊巴士全都駛出來[41]。

#### 剋扣員工加班費用
- 除了服務差劣批評外，澳巴巴士司機指澳巴編更制度不合理、半小時膳食及休息時間被削減、取車及還車的45分鐘未被列入工時等，等同變相加班，要求勞工事務局協助爭取合理待遇，追討相關時段報酬。更有60多位澳巴司機到政府總部請願、遞信，追討加班費，傳媒事後揭露澳巴取消了司機午膳時間，排除了他們交車的公務時間，並訂明交車時若發生交通意外或被罰，公司概不負責等極不合理條文。令坊眾聽聞後，無不幫口斥責[42]。2008年，有入職不足3個月的澳巴司機發生嚴重交通意外，在關閘總站內失控，令至11名乘客受輕傷，及後傳媒跟進揭發澳巴司機流失嚴重，人資緊缺問題，培訓不足夠的司機亦要即時擔任駕駛職務[43][44]。

#### 司機駕駛態度
- 而澳巴司機本身的駕駛態度和工作態度都受盡質疑，澳門日報曾報道，有居民在綠燈下橫過馬路時，一輛澳巴17線小巴衝紅燈，幸好居民全力向前一跳才能閃過，巴士在其背後不足半呎範圍擦過﹐差點被撞車[45]，另外，有訪澳旅客亦指澳巴司機駕駛像賽車一樣，車速很快，險象環生[37]。

#### 路線班次疏落
- 澳巴15路線是澳門唯一可前往九澳的巴士路線，但班次相隔75至100分鐘一班，而且黃昏6時已開出尾班車。澳門街坊總會氹仔社區中心批評，這服務令居於九澳村的長者長年困守九澳甚至不敢外出，長期留待家中，看電視消磨日子，令日常生活變得單調枯燥，嚴重影響生活質素。認為巴士公司應該加強對九澳村的巴士服務或延長收車時間。[46]
- 澳巴17路線班次要20分鐘以上才有一班，但班次根本不足以應付需求，往往引致大量乘客留站，車到站時人人爭先恐後上車的危險情況，辛苦乘客。[47]
- 澳巴21、21A路線巴士分別只有一輛巴士行駛，班次相隔達75分鐘以上，傳媒形容由澳門乘船往香港再出關都不用75分鐘，質疑此等路線設立的目的[41]；
- 澳巴25路線班次疏落，有報章批評在路環市區站等候，新福利26A路線來車四部後，澳巴25路線仍無車到站，亦有報導指雖然巴士站張貼路線表指25線15至20分鐘一班車，但其實40分鐘才來一部車，乘客們都很不滿意澳巴的服務[48][49]；另外，華僑報報道，於2007年2月21日早上10時左右，在高士德大馬路巴士站等候澳巴25線巴士往路環，雖然巴士站牌顯示15至20分鐘一班車，但居民卻等了40分鐘才來了一部車牌ML-67-83，滿載乘客，擁擠不堪的澳巴。而司機又沒作任何解釋，又無表示歉意。讀者表示對澳巴服務十分不滿，希望政府監督並作出處罰，並要求澳巴向乘客作出解釋及道歉。[49]

#### 司機恐嚇及謾罵乘客事件
- 2007年7月11日，一男乘客向治安警察局報案，指在晚上乘搭澳巴30線巴士由花城公園返回台山方向時，巴士司機在新城市花園站停車後，擅自改道行駛，乘客上前理論時，司機不但沒有再打算按照原路線行駛，更着乘客在其他巴士站落車。還恐嚇乘客說：「如果我收工後換咗件制服，你就認唔到我，我到時有啲嘢可以做……（如果我下班後更換了衣服，你便認不得我，那個時候我便可以做點事……）」事後，治安警察局拘捕有關司機，有人承認擅自改道，未按原定路線行車。而澳巴回應指事件是誤會，更反指責乘客罵司機。[50]
- 另外，2006年8月23日下午，有居民乘坐澳巴23線巴士準備往燒灰爐，但至旅遊塔站時，巴士司機突然表示要往洗手間提早暫停服務，由於23線是一條循環線，該名乘客不滿於是致電澳巴投訴，澳巴接線員指司機去洗手間，乘客繼續乘坐不用再付費；而巴士司機返回後，乘客看見司機一面接聽手機來電，一面駕駛，懷疑是公司來電訓斥，及後竟轉頭謾罵乘客：「讀壞書、坐霸王車」之類。乘客後來當場再致電澳巴投訴，巴士司機竟突然將車停下，粗言不斷，罵得更兇，口中「三字經」不絕。最後當巴士到達燒灰爐站時，司機突再轉身，一面惡氣騰騰，舉拳欲打。當乘客再一次致電澳巴投訴，接線員回應沒有高層在場，不受理投訴。[51]

#### 司機擅自更改行車路線
- 2009年5月7日及8日，舊澳氹大橋因港珠澳大橋進行地理數據複測而封閉，根據建設發展辦公室訊息，通宵巴士N2線將臨時行走西灣大橋。不過澳巴擅走友誼大橋，並且沒有按原來路線在“氹仔電訊”、“寶龍”等站停靠，有夜間巴士熟客指出，此現象並非首見，要經向當局投訴後才糾正。居民對此問題再次發生感到費解，呼籲有關的巴士公司以客為本，切實遵守當局訂定的路線行走。[52]
- 另外，自從新八佰伴遷址後，位於該處的巴士站上下車客量大減，澳巴12線巴士司機私自更改行駛路線，不往金沙天橋底和新八佰伴舊址兩個巴士站，令候車乘客未能上車。雖然有居民多次向澳巴投訴，可惜接聽電話的職員聽罷了事。[53]而報章亦再三發現澳巴沒有改善過該問題，[54]但澳巴未有就事件作出回應。

#### 指示牌誤導乘客
- 澳巴25X線來回經亞馬喇前地站，前往澳門科技大學的巴士停靠E車道，往關閘總站的巴士則停靠C車道。但往關閘總站方向的巴士停靠C車道後，如要離開轉乘站，必須駛經E車道才可離開。澳巴車頭的路線顯示屏同時顯示「關閘」和「科大」，令在E車道候車的乘客經常誤以為司機「飛站」。批評為何25X顯示屏不能仿傚其他路線，清楚列出前往地點。[41]
- 澳巴30路線的巴士車頭路線指示牌顯示前往關閘，但實際上不行經。有遊客向司機投訴時，司機拿下指示牌，指着比只有目的地名稱不到十分一體積的一個「近」字。媒體批評澳巴欺騙、如入黑店、為了吸引乘客標出錯誤訊息、誤導、令澳門旅遊形象大打折扣。[55]另外，澳巴未有因應澳門發展，地標過時而作出適當更正導向指示牌，例如新八佰伴舊址已改建為海立方，但標示牌未有同步更新，引致居民錯乘巴士等事件，時有發生。[56]

#### 消防設備不足、以膠帶固定逃生設備
- 在2009年6月成都巴士起火事故後，澳門媒體關注巴士車上消防逃生設備，其中澳巴被指用膠帶將滅火器扣上、車上不設敲碎玻璃用手鎚等，與另一巴士公司新福利足夠的消防逃生設備形成強烈對比。[57]及後澳巴回應指過往因有孩童隨意玩弄滅火器，故利用膠帶將滅火器扣上，另指該公司每天均會補充遺失的手鎚；將手鎚用膠帶固定則是為了防盜，聲稱乘客用輕力便可將之拔出。[58]

#### 車上讀卡機故障，澳巴推卸責任了事
- 有巴士乘客投訴指上班乘搭澳巴時，車上澳門通讀卡機故障致未能繳付車資，司機遂要求乘客繳付現金，但當乘客致電澳巴總台求助時，只獲回應：「收不到讀卡機出現故障的消息」、「澳門通讀卡機故障與本公司無關」。乘客批評澳巴作為一間公共服務機構，理應以服務市民為目的，認為該公司工作人員以「與本公司無關」的敷衍塞責口脗，惹人非議。[59]

#### 下車鐘故障令乘客未能下車
- 有巴士乘客投訴，澳巴雖在車上標貼「下車前請提早按鐘」提示，然而在澳巴的巴士上，下車鐘未能如常運作的情況屢見不鮮，車上下車鐘不是損毀，便是按下去沒有反應。批評澳巴車上設備缺乏保養，要求澳巴注意改善以及為乘客提供完善的乘車環境。[60]

#### 21路線班次疏落、壞車後無故停駛
- 一名澳門居民投訴於2010年3月10日下午五時半，準備搭巴士前往氹仔晚膳，而唯一從旅遊塔直達氹仔的是澳巴21路線，但班次竟要80分鐘一班，路線資料紙列出17:45將有一班車，可是等到18:00，巴士仍然沒有來，致電澳巴查問後才得知巴士因事故回廠，以致沒有巴士行走，著其自行解決，或等待19:00開出的下一班車。事主形容澳巴回覆頓時令其一行數十人愕然及無奈，批評一條往來澳門至路環的巴士線竟只派車一輛巴士行駛，壞車後又不安排其他巴士來補充。[61]

- 及後事主到亞馬喇前地站轉車，在站內欲查問站長前往目的地的巴士線路，以及表達對21線無車行駛的不滿。然而，澳巴站長只顧玩手提電話、吸煙及與身旁的人聊天。事主同行朋友形容：「此站長的服務態度，在香港肯定會被辭」。[61]

#### 標示之服務時間不準確
- 澳門日報報道讀者投訴，指摘澳巴張貼在巴士站的12路線資料紙列出的尾班車時間是00:03開出，卻等候至00:30都沒有車來，最終搭乘的士往目的地。翌日致電澳巴服務熱線了解情況時，接線員回應指時間表所指的00:03是指由港澳碼頭尾班車發出時間，若是發往新口岸的尾班巴士應是晩上11:35由祐漢發出，並指巴士站張貼的服務時間「僅供參考」，或會因為路面因素有特別修正。讀者認為澳巴是推卸責任、批評為何新福利的時間表可以詳細清楚列出各個總站的頭班尾班車開出時間，澳巴卻做不到？並指澳巴在巴士站張貼誤導性的時間表是欺騙乘客，消費者委員會應該調查，交通事務局亦應該責成澳巴公司即時改善。[62]

#### 車身刊載墮胎服務
有本地傳媒報導澳巴18號及11號公共巴士車身的廣告刊載珠海惠愛醫院的宣傳廣告，沒有預先向衛生局提出申請許可，且透過瀏覽醫院的網頁宣傳提供無痛人流墮胎服務引起傳媒及衛生局關注。

#### 澳巴遲交標書事件
- 澳門特區政府因應澳門公共巴士專營權於2010年10月14日終止，決定革新巴士服務經營權，改為由巴士公司承包服務。於2009年11月25日，交通事務局就公共巴士服務批給開標，收到三份標書，其中由澳門新福利公共汽車有限公司及維澳蓮運公共運輸股份有限公司遞交的標書獲得接納，但開標委員會指，澳巴的標書是在截標時間後4分鐘才遞交，因此決定不接納澳巴的標書。澳巴後來上訴至行政長官及中級法院，但均先後遭到駁回[64][65]。

- 2010年5月14日，終審法院裁定，撤銷中級法院及行政長官不接納澳巴標書的決定，令巴士服務批給程序需要停止[66]。但後來澳巴再請求終審法院，要求交通事務局需在澳巴遲到遞交標書的司法上訴有結果才公佈開標結果，但於2010年7月9日被終審法院駁回[67]。

- 2010年7月29日，就澳巴標書遲交四分鐘是否具備合法條件獲得接納司法訴訟案，中級法院認為上訴理據不足，駁回上訴[21]。交通事務局事後表示，鑑於澳巴可能上訴至終審法院，為避免公共巴士服務交接出現真空期，將與澳巴及新福利適度延長現有批給合同期限[5]。

- 2010年8月21日，交通事務局提出向澳巴判給一個標段的路線，以免影響澳門公共巴士服務改革。而澳巴亦宣佈接受，並主動撤銷就遲到不獲判給及接納標書進行司法上訴[6][7]。

- 就澳巴遲交標書事件，澳門坊間很多人沒有同情澳巴，反之都為澳巴可能結業而欣喜。澳門多份報章均有刊登居民撰文，表達對澳巴勝訴的不滿及質疑，更批評澳巴上訴影響澳門巴士服務判給，阻礙巴士服務的進步[68][69][70]。

### 新巴士營運模式實行後

#### 車輛重量問題
- 澳巴在2014年前購入的大巴均超過或等於15噸，重量都超出嘉樂庇總督大橋限制的15噸，而澳門特區政府卻讓有關巴士行駛了多年，令人懷疑政府明知道這樣的行為卻不予以阻止。事後交通事務局局長林衍新接受力報訪問時稱，據法律規定，包括剛好或超出15噸以上的重型車輛一律禁止於嘉樂庇總督大橋行駛，據他理解本身巴士淨重是少於所規限的15噸規定，但由於有時載客人數較多，故有機會超出限制重量，而當時澳巴亦有涉及相關情況。他續稱，為了公眾安全及尊重法律，最近已開始將有關巴士換為較輕型的巴士，同時已與巴士公司溝通，減少企位或座位，以確保巴士在15噸以下。但他強調，因大橋本身設計有安全系數，即使巴士稍超出限制重量，對安全亦不會造成太大影響。[71]

#### 行駛嘉樂庇總督大橋的巴士不足
- 在2018-2023年期間，澳巴擁有11、21A、22、28A、50、50B、52、71、73、MT1、MT2共13條行駛舊橋的路線，其中使用大巴行駛的路線共6條，日常營運需61部巴士（連同後備車）。澳巴符合條件的大巴只有72部，即澳巴可以自由調配的可行駛嘉樂庇總督大橋之巴士只有11部。

#### 宇通小巴問題
- 2012年年底，維澳蓮運曾與宇通共同開發全球首款8米ZK6790HG低地台小巴，並曾計劃首階段引進3部（後改為5部）行駛於山頂醫院路線，並且逐漸取代現有的台階較高的宇通小巴，但礙於無法行駛18及28B路線，以及維澳蓮運破產，使該項換車計劃取消。[72]
- 2014年6月26日，交通諮詢委員會小組召集人高冠鵬引述新時代巴士管理層表示，維澳蓮運的巴士保養做得不足夠，現時能運作的巴士壽命不會太長。新時代公司計劃新增15部低入口超大型巴士和5部日本小巴，後者將首先投放在H1等長者乘客較多的路線，若效果滿意便逐步替換現有小巴。後來新時代及澳巴未有引進更多的小巴，當兩巴合併後，使宇通小巴繼續過渡至澳巴。[73]
- 《政府公報》從2018年8月刊登“兩巴道路道路集體客運公共服務公證合同”的修改合同，其中澳巴之修改合同「營運車輛」新增一項「宇通小巴」退役要求：“承批人須在2019年8月1日起，停止使用載於車輛所有權登記憑證的首次登記年份為2011年、品牌為宇通ZK6770HG的小巴作為營運車輛。”。
- 但運輸工務司司長羅立文在2019年3月27日表示，不批准購買新巴士入澳的申請，直至新巴士合同生效（即2019年11月）之後才接受申請。
- 2019年8月仍未有新車替代，政府因此延長其營運期限。變相讓宇通小巴一直營運至今。然而，在2022年2月，隨著澳巴購買的中通增程式電動小巴，全數抵達澳門並投入服務。宇通小巴在2022年1月份起，陸續退役並進行拆解，一直行駛至6月尾全數退役。

## 交通意外事件
註：粗體為致命交通事故。只記載官方、報章或新聞媒介的報導。
- 1994年，一輛10路線的「日產」Civilian小巴（車隊編號：S43）在漁翁街附近撞向一輛貨車車尾，肇事巴士車頭盡毀，司機腿部亦受到重創。事後該輛巴士宣告退役，成為澳巴車隊中首部退役的Civilian小巴。[74]

- 2002年9月15日，一輛尾隨的貨車疑收掣不及，於馬場北大馬路撞上前面一輛突然剎車的17路線小巴車尾，貨車司機傷勢嚴重，經搶救後不治，而巴士司機亦不適送院。[75]

- 2004年10月4日，一輛11路線的「日產」Civilian小巴（車隊編號：K28），由氹仔回程媽閣途中，司機懷疑睡著，在嘉樂庇總督大橋撞向前面行駛中的新福利33路線三菱扶桑大巴，被形容險些衝下海。肇事澳巴車頭擋風玻璃破裂。事件導致25名巴士乘客受傷，是事故造成受傷人數一度是澳門最高記錄，兩間醫院更要啟動災難應變措施。直至2017年3月22日被澳門新福利公共汽車有限公司兩輛巴士相撞造成33人受傷之記錄取代。[76]

- 2004年11月5日，一輛10B路線豐田Coaster小巴在駛經利澳酒店時，被高處硬物擊中右邊車窗，一名女乘客眼部被玻璃碎片擊中受傷。[77]

- 2005年5月17日，一輛19路線「日產」Civilian小巴行經美副將大馬路時，因機件故障車頭冒出濃煙，20多名車上乘客要即時疏散，消防員接報到場需要開喉灌救。[78]

- 2005年7月30日下午，一輛10路線大巴，在台山新城市花園巴士站進站時，疑收掣不及撞上前面停站中的另外三部巴士，包括兩部新福利中巴和另一部行駛30路線澳巴，事件共有13名乘客受傷，因傷者人數多消防局需要採取緊急應變措施，治安警察局一度封閉附近路段，意外現場令附近道路交通癱瘓。[79]

- 2006年1月16日下午，一輛22路線「日產」Civilian小巴小巴（車隊編號：K50），由賽馬會回程祐漢方向時，在剛駛離嘉樂庇總督大橋後懷疑失控，如打波子機般撞倒石壆及亞馬喇前地修路工程的圍欄，車頭撞入地盤大坑內，巴士後半部分離地擱在行車路面上。事件導演15名巴士乘客受傷 消防局及澳門兩間醫院均要啟動災難應變措施。[80]

- 2006年6月29日，一輛10路線路線大巴駛經慕拉士大馬路時，突然機件故障，車底冒煙更傳出爆炸聲，車上30多名乘客及時疏散，消防員到場撲救。[81]

- 2006年6月29日，一輛25路線「日產」Civilian小巴，由路環回程關閘方向時，在路環石排灣馬路與田畔街交界，與一輛懷疑在實線調頭的重型泥頭車相撞，巴士車頭嚴重損毀。事件中車上2名女巴士乘客受傷送院。[81]

- 2006年8月11日，一輛17路線且車齡不足3年的「日野」Liésse型小巴（車牌：MJ-44-76），在澳門漁人碼頭對開行車天橋準備右轉往友誼大馬路方向，懷疑機件故障失控由行車天橋向前直衝，於畢仕達大馬路（綜藝館門前）逆駛200米，直至撞向松山隧道隔鄰的變電站前才停下。肇事的巴士車頭部分損毀嚴重，由於巴士衝力很大，附近馬路的綠化區以至石礐都被撞毀。肇事巴士當時載着18男16女，包括巴士司機及1名孕婦，全部受傷，其中3人傷勢嚴重，1名傷者送院時昏迷，巴士司機更夾在車廂內，需要由到場的消防人員利用工具將他救出。因事件中由於傷者比較多，治安警察局及澳門兩間醫院均啟動了災難應變措施。肇事巴士則於事後退役。[75]

- 2006年8月17日，一輛30路線「日產」Civilian小巴（車隊編號：K68），在行經馬揸度博士大馬路蔡高中學對開時，懷疑機件失控，先擦向路旁一輛貨車，再衝前撞到一輛私家車，然後剷上行人路，直至撞到一棵樹後才停下，巴士損毀嚴重，車上座位飛脫。事件中巴士上全部乘客及巴士司機共22人受傷，其中3名男乘客傷勢嚴重，傷者大部份被玻璃割傷，其中一人頸部受傷需要卧床。[82]

- 2006年8月19日，一輛19路線「日產」Civilian小巴（車隊編號：K29），清晨在沙欄仔街行駛時，懷疑因焊接油渣隔的鐵片鬆脫，致車內柴油漏出路面。現場圍觀居民目睹事故後，禁不住說：「又係澳巴出事！」，車上乘客自行落車亦有微言。[83]

- 2006年8月21日，一輛25路線「日產」Civilian小巴，由路環前往澳門半島方向時，於氹仔蘇利安圓形地撞到一部的士，導致5人受傷。此意外是澳巴在9天內發生的第4宗巴士事故。[84]

- 2006年8月24日，一輛不載客澳巴沿友誼大橋駛至東方明珠一交通燈組，見綠燈轉黃燈減速停車時，被尾隨一輛疑收掣不及的地盤石屎泵車撞尾。澳巴衝前逾兩米始停下，幸事發時車內無載客，否則後果難料，事件中無人受傷。[85]同日，澳巴一輛18路線小巴，懷疑沒有遵守讓先標誌，駛至俾利喇街與高士德大馬路交界時，與一輛重型電單車相撞，男騎士被撞至飛起，受傷送院。在場目擊居民向到場採訪記者指責澳巴在路口處不收油，仍以較快車速行駛，導致意外發生。[86][87]

- 2006年11月1日，澳巴一輛10B路線大巴，在加思欄行車天橋，與一輛輕型電單車迎頭相撞。電單車撞及澳巴右邊車頭燈位置後，即失控倒地，被捲入巴士右前車輪下，壓至完全變形。肇事電單車駕駛者被撞飛倒地受傷，傷勢嚴重經搶救後不治。[88]

- 2006年12月21日，一輛由水坑尾向荷蘭園方向行駛的澳巴，在水坑尾街近白馬行撞傷一名少女。少女送往山頂醫院救治，臉部和手部擦傷。事故令現場交通嚴重擠塞。[89]

- 2007年2月8日，一輛行駛25路線的「五洲龍」FDG6920G型號中巴（車牌：ML-67-81），因無法啟動，停泊在關閘總站等待拖車到場期間，着火焚燒並發生爆炸。意外後團團黑煙散佈整個總站，伸手不見五指，又因事故發生在早上繁忙時間，近300乘客要緊急疏散，令現場場面混亂失控。總站內天花灑水系統亦啟動。巴士總站封閉半天。[90]

- 2007年2月10日晚上11時左右，一輛往內港方向行駛的澳巴，在駛到新馬路金碧文娛中心附近時，巴士左邊望後鏡撞到橫過斑馬線的一名女子，女子頭部浴血，倒地不起，情況嚴重經搶救後延至2月12日不治。現場斑馬線上有一條長約三米的胎痕。[91]

- 2007年3月31日晚上8時左右，澳巴18路線一輛「日野」Liésse型小巴（車牌：MH-94-50），剛從關閘總站開出，便在總站內懷疑失控，車頭猛撞向一柱墩，導致車上11名乘客受輕傷。由於事故傷者較多，消防需要啟動緊急應變機制，派出3輛救護車到場，將傷者送院。其中1名女子疑受驚過度，在等待送院期間，一度暈倒。肇事巴士車頭損毀嚴重，上車門被撞脫。肇事巴士司機入職澳巴僅3個月，坊間事後質疑澳巴因面對人資緊缺問題，培訓不足夠的司機亦要即時擔任駕駛職務。[43][44]

- 2007年10月20日，一輛「日野」Liésse型小巴，沿羅理基博士大馬路往葡京酒店方向行駛時，懷疑司機沒有留意隧道高度限制，車頂撞及隧道頂部，肇事巴士車頂凹陷，車頭擋風玻璃破裂。反彈後置於路中。[92]

- 2007年11月9日，澳巴一輛行駛10路線的「日野」大巴，在關閘總站失控，先撞向前面另一輛澳巴10B線大巴，之後向右再撞到一幅牆才停下；被撞的另一輛澳巴大巴又向前撞向前面一輛新福利3A路線大巴。肇事失控巴士擋風玻璃嚴重破裂和車身嚴重凹陷，而被撞澳巴大巴一邊擋風玻璃飛脫，車身嚴重凹陷，而新福利大巴則輕微受損。[93]

- 2008年1月9日，澳巴一輛行駛10路線的「日野」大巴，懷疑司機在新馬路外線違規切線，撞到一輛正在出站的新福利33線巴士，當時兩輛巴士滿載乘客，事件中無人受傷，但令新馬路交通一度受阻。[94]

- 2008年11月21日晚上，一輛行駛18路線的「日野」Liésse型小巴，由十月初五街右轉入沙欄仔街時，懷疑「偷位」不足，右邊車身先碰及行人路的鐵欄，巴士司機試圖解圍，卻懷疑踏油門太急，巴士失控衝上行人路，並撞毀一商舖鐵閘始停下。事故中，巴士車頭凹陷，擋風玻璃碎裂，兩名女乘客不適送院。[95]

- 2008年12月29日，一輛行駛12路線且滿載乘客的「日野」Rainbow型中巴，在途經士多鳥拜斯大馬路治安警察局交通廳對開巴士站時，有乘客發現車尾有白煙冒出，擔心巴士發生故障，威脅乘客生命安全，消防員接報到場時，巴士已沒有冒煙，巴士後方路段留有水漬，懷疑巴士水箱爆裂冒出水蒸氣。[96]

- 2009年9月6日，一輛行駛25線的「五洲龍」FDG6121GC3型號巴士（車牌：MO-15-47），於早上8時左右，由約翰四世大馬路左轉入殷皇子大馬路時，撞到一名在行人橫道橫過馬路的一名94歲老翁。因傷勢過重，經搶救延至當日晚上六時許不治。[97]

- 2009年9月26日，一輛「五洲龍」FDG6920G型號大巴（車牌：ML-74-36）在行駛10B路線時，懷疑跟車太貼，在外港客運碼頭「發財巴」停泊區對開撞向一輛新福利3路線大巴。肇事澳巴車頭凹陷，右邊擋風玻璃破裂，而新福利巴士車尾亦凹陷。事故中，澳巴車上1名女乘客口部受傷。[98]

- 2009年11月30日，一輛行駛12路線的「日野」Rainbow型中巴，於下午3時，在左轉入羅理基博士大馬路時，與一輛電單車發生碰撞，電單車司機倒地受傷，需送院救治。意外現場交通一度擠塞。[99]

- 2010年5月28日近晚上八時，一輛行駛22路線的「五洲龍」巴士在美副將大馬路超車期間撞到左方一部電單車，澳巴司機不顧而去，事後警方根據目擊者資料找到肇事澳巴，巴士司機表示未知發生意外。[100]

- 2011年10月25日，一輛行駛18A路線的「五洲龍」小巴（車位編號：C 6 05），在電力公司大樓對開的馬交石炮台馬路與一輛電單車相撞，電單車司機被拋出，再捲入巴士車底被車輪輾過，送院後證實死亡。肇事巴士在意外發生後仍向前衝約50米，撞毀行人路的鐵欄才停下，車頭損毀，當時巴士上有多位乘客，沒有人受傷，事後可以自行離去。[101]

- 2012年2月1日，一輛正行駛MT3路線的「五洲龍」巴士，當駛至友誼圓形地時，司機懷疑只顧留意交通燈號，沒有發現前方正進行工程，遂將一名交通事務局劃地線工人撞倒，傷者頭破血流，並一度昏迷，由救護車送往鏡湖醫院治理，經搶救延至當日晚上十一時不治。[102]

- 2012年7月4日下午，一輛19路線的「五洲龍」小巴（車位編號：C N3 01，車牌:MP-57-09，現1099）正沿沙欄仔街駛上白鴿巢前地，途中懷疑車底一機件突然鬆脫墮地，大量齒輪油漏出路面，巴士繼而拋錨，司機見狀立即疏散車上乘客。警員到場將沙欄仔街封閉，並由消防員清理路面，澳巴則派出工程車將肇事巴士拖走，現場交通一度受阻。[103]

- 2012年8月25日早上，一輛行駛17路線的新福利小巴正在「連勝馬路／高士德」巴士站埋站上落客，期間一輛尾隨的19路線澳巴小巴疑在超車時巴士的左邊倒後鏡撞及前車車尾擋風玻璃，整塊玻璃應聲碎裂，一名坐在車尾位置的女童被玻璃碎片擊中，受驚由救護車送院檢查。[104]

- 2013年3月25日清晨，澳巴一輛N1B路線的「五洲龍」中巴（車牌：ML-74-77）正駛經黑沙環馬揸度博士大馬路，當駛至蔡高中學外時，懷疑因為閃避車輛而失控，巴士撞向路中花圃並撞歪花圃上的一支燈柱。肇事巴士車頭撞毀，撞風玻璃及部分車窗碎裂，車上11名乘客受輕傷，由救護車分別送往山頂醫院及鏡湖醫院治理。[105]

- 2014年1月21日早上約8點，澳巴一輛行駛MT3路線的「五洲龍」天然氣巴士（車牌：MR-52-14），於友誼大橋澳門往氹仔方向，近氹仔引橋追尾撞及一輛金沙賭場巴士，肇事的天然氣巴士車頭嚴重凹陷，前門飛脫，意外造成13人受傷,更令友誼大橋車龍龍尾至東方明珠圓形地，車龍需時約3小時才能消化，直至當日11點友誼大橋的交通才恢复正常。肇事巴士直至同年10月才復出行駛MT3U路線。[106]

- 2015年10月12日早上，澳巴一輛不載客的「五洲龍」天然氣巴士行駛至亞馬喇前地起火，該巴士是全澳門第一部天然氣巴士（車牌：MQ-95-81），肇事巴士中門至車尾部分被燒毀架，所幸未有造成傷亡，肇事巴士損毀十分嚴重，澳巴正式決定不修復該車，成為澳門首部退役的天然氣巴士。[107]

- 2019年9月13日清晨，澳巴一輛租借給予博彩企業接載員工的「宇通」大巴（非澳巴車長）（車隊編號：3081，車牌：MP-61-85），駛至青洲河邊馬路污水處理站對開時，懷疑沒有讓先，導致一名71歲的本地女子在斑馬線橫過馬路時，被巴士撞倒，送院搶救後最終傷重不治。[108]

- 2021年6月2日，一輛行走18B路線的巴士於澳門祐漢新村第八街與永定街交界發出事故，該輛巴士在轉彎時撞到兩名9歲和6歲男童，導致兩人受傷。治安警在翻看天眼在事發當時兩名男童已行至斑馬線中間，不涉及衝出馬路；其中一名男童曾被捲入車底，後被救出。兩名男童後由家人陪同下送至鏡湖醫院治理，有擦傷、清醒情況稳定。治安警並對該巴士司機因班馬線不讓先的行為作出檢控。[109] 澳巴對該事件作回應，表示調取攝錄監控深入調查事件，已對該車長停職處理，亦將進一步加強安全教育培訓和實操訓練，同時配合警方調查。[110]

- 2022年1月9日，一輛行走30路線的「宇通」大巴（車隊編號：3043，車牌：MP-57-93）於氹仔湖畔公園巴士站發出事故，該輛巴士在入站時疑收掣不及，追尾撞及一輛新福利34路線巴士，導致九人受輕傷。其中八名乘客後送至山頂醫院治理。[111]

- 2022年3月21日晚上約9點，澳巴一輛行駛3A路線的「五洲龍」天然氣巴士（車牌：MR-52-14）撞到友誼大馬路近金沙酒店對開的行車天橋入口石壆，肇事的天然氣巴士車頭受損，擋風玻璃下方亦破裂，意外造成5人受傷，全部人清醒穩定，分別被送往山頂醫院及鏡湖醫院。[112]亦是2014年，在友誼大橋車禍後修復的這架巴士重新投入服務再次撞車。事後，澳巴會採取應對措施，新車方面計劃引入區域性的限速，加大車輛安全輔助系統設備，即設定適當車速，並通過GPS定位車輛，當拐彎時會減速，車長亦無法加速，以提高安全性，舊車亦會一齊嘗試，公司亦會在轉彎位上加強巡視，且派員通報各位車長，加強安全駕駛教育。[113]

- 2022年4月19日，一輛行走11路線的「宇通」中巴（車隊編號：2002，車牌：MP-61-42）於西灣湖景大馬路近西灣橋口處發生事故，該輛巴士疑收掣不及，追尾撞及前方一輛1路線巴士，導致其中1名司機手部被碎玻璃割傷。現場交通一度封閉，車龍長至河邊新街。[114]

- 2023年1月19日12:21，一輛行駛MT3路線的巴士於友誼橋大馬路往東方明珠方向近海上居第五座路段碰撞一女途人。傷者緊急送院後不治。[115]

- 2023年6月4日17:32，一輛行駛101X路線的巴士行駛至沙梨頭海邊街近福源大廈對開，撞到1名28歲內地女途人。傷者左右手肘擦傷，清醒程度下降，送山頂醫院搶救。澳巴指，女途人突然衝出馬路，車長曾採取緊急煞車。[116]澳門日報曾問及意外發生時傷者是否正在橫過馬路，警方及巴士公司均沒有回應，有現場店鋪視像監控拍攝到該名女途人正使用斑馬線橫過馬路，但被巴士撞倒。[117]

- 2025年1月22日23:20，一輛行駛3路線的宇通大巴行經高美士街近理工大學斑馬線時，與一女途人發生碰撞，女途人輕傷送院治療並於當晚出院。[118]

- 2025年1月23日13:06，一輛行駛22路線的中通中巴（車隊編號：E2259）行經史伯泰海軍將軍馬路斑馬線時，未有主動禮讓正在橫過斑馬線的兩名男途人。事後，車長停車向途人了解情況，途人表示身體無大礙並自行離去。[119]
- 2025年1月27日約10時10分，在新馬路發生一宗澳巴21A路線巴士（車隊編號：E2221）︰沿新馬路由十六浦往市政署方向行駛，涉事60歲內地女行人在没有使用行人過路設施的情況下橫過馬路，與行駛中的巴士發生碰撞，事故中行人受傷送院接受治療。[120]

- 2025年1月30日20:30，一部行駛8路線的中通大巴於馬六甲街近行車天橋附近撞到一名闖紅燈的女童，其家人圍在身邊不斷詢問女童情況，有人報警。消防及警員分別到場，經消防初步檢查，女童下頷及左手掌擦傷、右小腿開放性骨折，清醒狀態，後由救護車送山頂醫院搶救。治安警表示，受傷7歲女童及其母親均持通行證，四十多本地男巴士司機通過酒精測試，證實無飲酒。澳巴回應指，事發時，巴士沿馬六甲街行駛，當時行車交通燈號為綠燈，及後一名遊客女童突然在紅燈衝出馬路，隨後收掣不及車頭撞到該名女童。[121]

- 2025年3月15日18:00左右，一輛正行駛10路線的澳巴宇通天然氣大巴 (車號︰6032) ，在新馬路近某商務賓館，撞倒一名三十三歲持往來港澳通行證的男途人，傷者右眼角及上頷裂傷、胸部挫傷，被送往山頂醫院搶救。事件起因疑行人過路時沒有使用行人設施，待傷者出院後將被檢控。[122]

- 2025年3月27日17:48，一輛行駛28B路線的中通小巴（車隊編號：E1171）沿慕拉士大馬路右線行駛（往漁翁街方向），駛至與東北大馬路交匯處交通燈路段時，一輛沿左線行駛的單車未有遵循地線指示方向行駛，突然越過實線轉向右線，車長發現後已立即響咹並即時煞車，但仍收掣不及與單車發生碰撞。女傷者約60歲，本地居民，其後枕挫傷，清醒程度下降，送往山頂醫院。[123]

- 2025年5月24日11:30左右，新馬路近新東方商務賓館發生交通意外，兩名女途人違規在對向車道車輛間隙中突然走出，一輛10路線巴士（車號︰6011）因收掣不及右車頭撞倒一名女途人。消防到場後接觸35歲內地女旅客，經檢查確定傷者後枕裂傷，將傷者送往山頂醫院救治。警方調查，發現傷者未使用行人過路設施横過馬路，已檢控傷者及另一亂過馬路的旅客。[124]

## 相關事件

### 乘客被槍殺事件
- 1999年8月19日早上8時許，一名乘坐澳巴17路線（MC-40-87，車號︰K20）的小巴乘客（劉X泉，37歲），在慕拉士大馬路發電廠紅燈位時，被電單車上的殺手取出手槍，朝坐於巴士內車後座玻璃窗旁的劉X泉連開四槍，玻璃被擊破，劉X泉則因不及防備當場中彈，倒於座位上死亡。[125]

### 車長疑似確診新冠肺炎
- 2022年7月8日，在新一輪COVID-19大規模疫情期間，澳巴主動宣佈1名駕駛10B路線車長的快速抗原檢測呈陽性，當時需等待衛生部門進一步確認，相關營運車輛已暫停營運及回廠深層消毒清潔，車長的工作地點已消毒。澳巴稱，該車長於7月6日上班前完成快測，午休期間並完成第5輪全民核檢，結果均為陰性，但晚上下班回家後的自我快測結果呈陽性，隨即申報並留在家中等候進一步檢疫安排。他於7月1至5日均有完成快速抗原檢測和完成三輪全民核檢中的首輪檢測，期間7月2日為休息日。澳巴隨即啟動應變措施，涉及的其他員工已安排居家健康監測並自我快速抗原檢測，結果均呈陰性。[126]

## 備註
1. ↑  車牌︰M-13-61, M-25-50曾於福利服役
2. ↑  車牌M-12-18及M-12-19曾於海島市公司服役一段時間，而M-12-56則退役，此批巴士以前亦曾於福利服役
3. ↑  源自官方數據
4. ↑  1089-1093於2016年5月起投入服務，由新時代持有，並在2018年8月過檔至澳巴
5. ↑  早於2017年9月起投入服務，由新時代持有，並在2018年8月過檔至澳巴
6. ↑  在2011.8至2018.7期間，分別服役於維澳蓮運及新時代巴士公司
7. ↑  3088-3097、3170-3195
8. ↑  3170-3195，於2014年12月起投入服務，由新時代持有，並在2018年8月過檔至澳巴；3170-3190曾在2017年10月至2018年7月加入新時代
9. ↑  於2016年11月起投入服務，由新時代持有，並在2017年10-11月過檔至澳巴
10. ↑  早於2017年8月起投入服務，由新時代持有，並在2018年8月過檔至澳巴
11. ↑  2部巴士原於1997年投入服務，用於旅遊巴用途。其中一部在2016至2018年7月期間服役於新時代，並在2018年8月過檔至澳巴
12. ↑  原S43因在1994年意外退役而不帶新編號
13. ↑  當時部分不帶編號
14. ↑  新（舊）編號：1099-1100（C N3 01-02）、1101-1109，1111（C 6 01-10）、1110，1112-1123（C 7 01-13）、1124-1131（C 7A 01-08）、1132-1139（C 18A 01-08）、1140-1149（C 19 01-10），而1150-1153則沒有舊編號
15. ↑  在2011.8至2018.7期間，分別服役於維澳蓮運及新時代巴士公司
16. ↑  只有24部帶有編號，分別為：B 2 01、B 2 03、B 2 04、B 2 07、B 2 11、B 2 13、B 2A 01、B 2A 03-B 2A 07、B 12 01-B 12 06、B 12 08、B 12 09、B 12 11-B 12 14
17. ↑  在2011.8至2018.7期間，分別服役於維澳蓮運及新時代巴士公司
18. ↑  部分後來棄用前門並更改為L39+S12。大部分不帶新編號
19. ↑  只有1部帶有編號
20. ↑  共7部獲編號
21. ↑  A MT3 01-A MT3 04；A 22 01-A 22 02、A 22 04、A 22 06
22. ↑  共19部獲編號
23. ↑  5001-5025於2014年12月起投入服務，由新時代持有，並在2018年8月過檔至澳巴；5046-5050曾於2017年10月底至2018年7月31日在新時代服役
24. ↑  5026-5045於2015年12月起投入服務，由新時代持有，並在2018年8月過檔至澳巴
25. ↑  於2017年12月起投入服務，由新時代持有，並在2018年8月過檔至澳巴
26. ↑  其中H01-H30並非上一代車隊編號中的L01-L30，因為部分車輛已於7年間退役，新車隊編號已撇除相關車輛。
27. ↑  假如該車為22路線的第3輛車，編號便為A 22 03，如此類推

## 外部連結
- （繁體中文）澳門公共汽車有限公司（页面存档备份，存于）
- （繁體中文）澳門特別行政區政府交通事務局